# Kubuntu
Kubuntu – oficjalna pochodna dystrybucji Ubuntu korzystająca ze środowiska graficznego KDE, zamiast zastosowanego w Ubuntu GNOME – dawniej Unity. Kubuntu wykorzystuje te same komponenty systemowe, co Ubuntu.
Projekt Kubuntu ma być dla KDE tym, czym jest Ubuntu dla GNOME: doskonale dopasowaną dystrybucją z najlepszymi cechami Ubuntu, ale wyposażoną w KDE. Kubuntu jest wydawane regularnie; nowe wydanie ukazuje się wraz z wydaniem KDE. – Ze Strony Kubuntu na Ubuntu Wiki
Kubuntu oznacza „w stronę ludzkości” w języku bemba – wymowa: /kùbúntú/.
W roku 2023 pod względem popularności w serwisie DistroWatch Kubuntu zajmował 33. miejsce.

## Opis
Dystrybucja zawiera środowisko graficzne KDE. Czysta instalacja Kubuntu zawiera m.in.: aplikacje biurowe (LibreOffice, Okular, Kontact), internetowe (Firefox, KMail, KDE Telepathy, KTorrent), multimedialne (Cantata, VLC, w wydaniu 16.04: Dragon Player, Gwenview).

## Różnice pomiędzy Kubuntu a Ubuntu
Ubuntu i Kubuntu różnią się od siebie domyślnie wieloma zainstalownymi aplikacjami i narzędziami:
| Oprogramowanie                    | Ubuntu                     | Kubuntu                    |
| --------------------------------- | -------------------------- | -------------------------- |
| Jądro i rdzeń                     | Linux kernel & Ubuntu core | Linux kernel & Ubuntu core |
| Grafika                           | X.Org, Wayland (testowo)   | X.Org, Wayland (testowo)   |
| Dźwięk                            | PulseAudio                 | PulseAudio                 |
| Multimedia                        | GStreamer                  | GStreamer                  |
| Środowisko pulpitu                | Gnome                      | KDE                        |
| Biblioteka interfejsu graficznego | GTK+                       | Qt                         |
| Przeglądarka internetowa          | Firefox                    | Firefox                    |
| Pakiet biurowy                    | LibreOffice                | LibreOffice                |
| Email & PIM (zarządca informacji) | Thunderbird                | Thunderbird                |

KDE Plasma Desktop jest w pełni konfigurowalny z poziomu interfejsu graficznego i nie wymaga do tego dodatkowych narzędzi, ani edycji plików konfiguracyjnych. Menadżer okien KWin obsługuje wiele efektów pulpitu domyślnie wyłączonych w ramach Kubuntu.
Ponieważ Ubuntu i Kubuntu korzystają z tych samych repozytoriów, każda aplikacja działająca na jednym z nich może zostać zainstalowana na drugim. Przykładem takiej aplikacji jest przeznaczony dla Kubuntu K3b, działający także na Ubuntu.

## Wydania
| Legenda:                          | Legenda:                       | Legenda:        | Legenda:         |
| --------------------------------- | ------------------------------ | --------------- | ---------------- |
| wersja przestarzała; niewspierana | wersja przestarzała; wspierana | aktualna wersja | wersja planowana |

| Wersja    | Nazwa kodowa      | Data wydania | Wsparcie do | Środowisko graficzne |
| --------- | ----------------- | ------------ | ----------- | -------------------- |
| 5.04      | Hoary Hedgehog    | 08.04-2005   | 31.10-2006  | KDE 3.4              |
| 5.10      | Breezy Badger     | 13.10-2005   | 13.04-2007  | KDE 3.4.3            |
| 6.06 LTS  | Dapper Drake      | 01.06-2006   | 06-2009     | KDE 3.5.3            |
| 6.10      | Edgy Eft          | 26.10-2006   | 04-2008     | KDE 3.5.3            |
| 7.04      | Feisty Fawn       | 19.04-2007   | 10-2008     | KDE 3.5.6            |
| 7.10      | Gutsy Gibbon      | 18.10-2007   | 18.04-2009  | KDE 3.5.8            |
| 8.04      | Hardy Heron       | 24.04-2008   | 10-2009     | KDE 3.5.9            |
| 8.10      | Intrepid Ibex     | 30.10-2008   | 30.04-2010  | KDE 4.1.2            |
| 9.04      | Jaunty Jackalope  | 23.04-2009   | 10-2010     | KDE 4.2              |
| 9.10      | Karmic Koala      | 29.10-2009   | 28.04-2011  | KDE 4.3.3            |
| 10.04 LTS | Lucid Lynx        | 29.04-2010   | 09.05-2013  | KDE 4.4.2            |
| 10.10     | Maverick Meerkat  | 10.10-2010   | 04-2012     | KDE 4.5.2            |
| 11.04     | Natty Narwhal     | 28.04-2011   | 28.10-2012  | KDE 4.6.2            |
| 11.10     | Oneiric Ocelot    | 13.10-2011   | 09.05-2013  | KDE 4.6.2            |
| 12.04 LTS | Precise Pangolin  | 26.04-2012   | 28.04-2017  | KDE 4.8              |
| 12.10     | Quantal Quetzal   | 18.10-2012   | 04-2014     | KDE 4.9              |
| 13.04     | Raring Ringtail   | 25.04-2013   | 01-2014     | KDE 4.10             |
| 13.10     | Saucy Salamander  | 17.10-2013   | 06-2014     | KDE 4.11             |
| 14.04 LTS | Trusty Tahr       | 17.04-2014   | 04-2019     | KDE 4.13             |
| 14.10     | Utopic Unicorn    | 23.10-2014   | 06-2015     | KDE 4.14             |
| 15.04     | Vivid Vervet      | 23.04-2015   | 12-2015     | KDE Plasma 5         |
| 15.10     | Wily Werewolf     | 22.10-2015   | 06-2016     | KDE Plasma 5         |
| 16.04 LTS | Xenial Xerus      | 21.04-2016   | 04-2019     | KDE Plasma 5         |
| 16.10     | Yakkety Yak       | 13.10-2016   | 07-2017     | KDE Plasma 5         |
| 17.04     | Zesty Zapus       | 13.04-2017   | 01-2018     | KDE Plasma 5         |
| 17.10     | Artful Aardvark   | 19.10-2017   | 07-2018     | KDE Plasma 5         |
| 18.04 LTS | Bionic Beaver     | 26.04-2018   | 04-2021     | KDE Plasma 5         |
| 18.10     | Cosmic Cuttlefish | 18.10-2018   | 07-2019     | KDE Plasma 5         |
| 19.04     | Disco Dingo       | 18.04-2019   | 01-2020     | KDE Plasma 5         |
| 19.10     | Eoan Ermine       | 17.10-2019   | 07-2020     | KDE Plasma 5         |
| 20.04 LTS | Focal Fossa       | 23.04-2020   | 04-2023     | KDE Plasma 5         |
| 20.10     | Groovy Gorilla    | 22.10-2020   | 07-2021     | KDE Plasma 5         |
| 21.04     | Hirsute Hippo     | 22.04-2021   | 01-2022     | KDE Plasma 5         |
| 21.10     | Impish Indri      | 14.10-2021   | 07-2022     | KDE Plasma 5         |
| 22.04 LTS | Jammy Jellyfish   | 21.04-2022   | 04-2025     | KDE Plasma 5         |

Obecnie do pobrania udostępniane są obrazy dysków, które umożliwiają zarówno uruchomienie systemu bezpośrednio z płyty DVD lub pamięci USB, jak i jego instalację. Oficjalnie wspierane architektury to Intel x86 oraz AMD64.

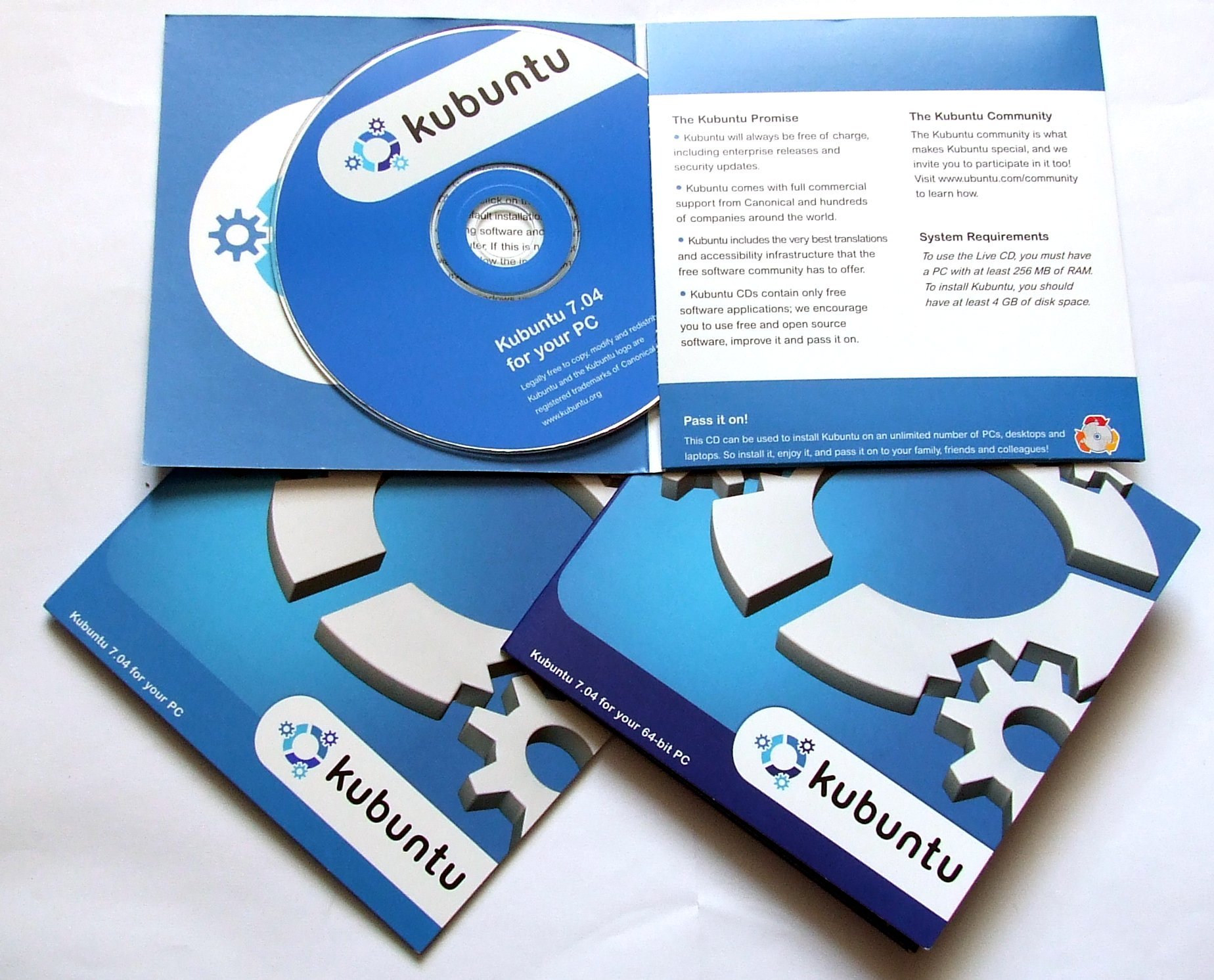
Płyty z Kubuntu 7.04
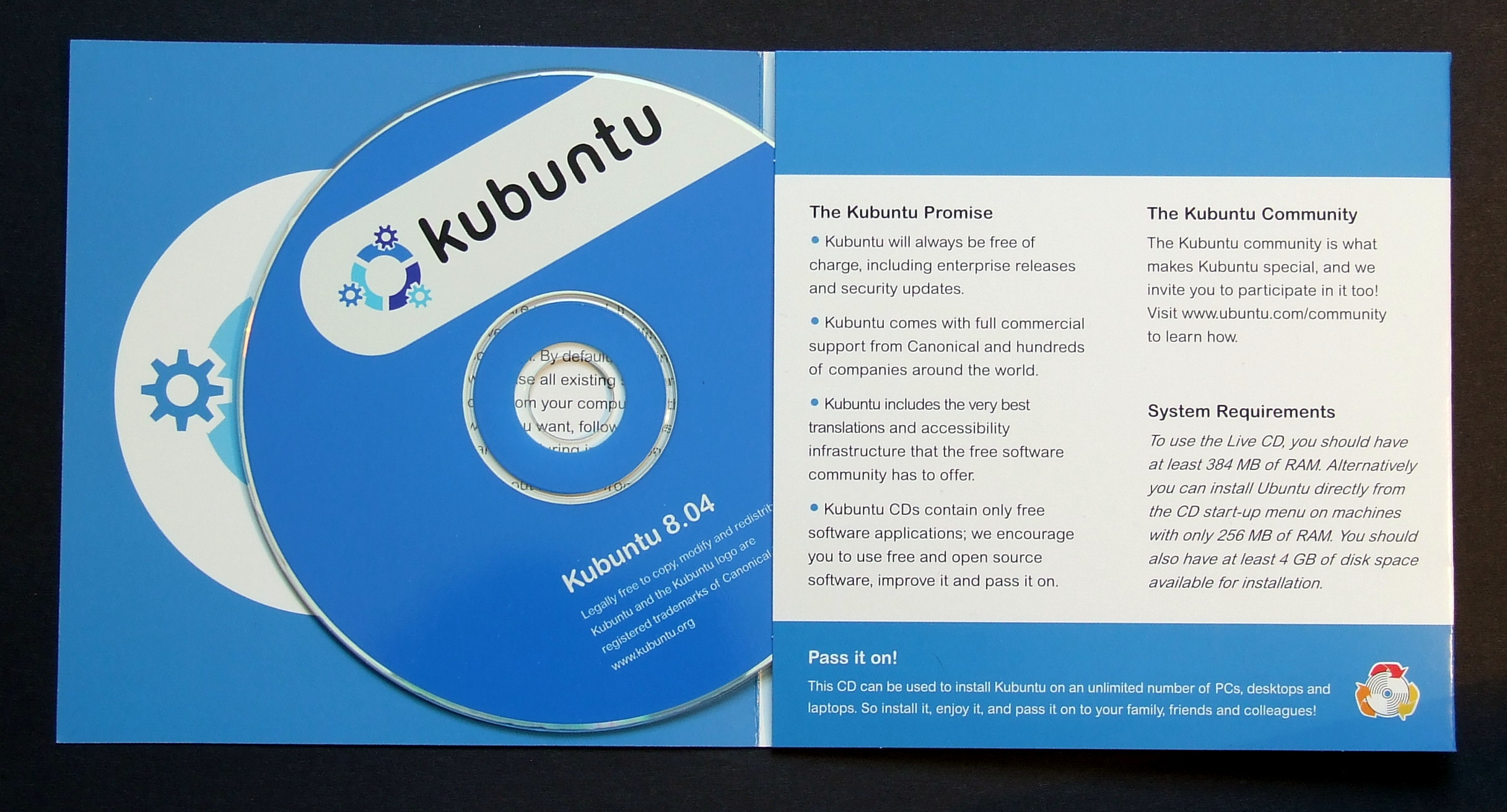
Płyta z Kubuntu 8.04
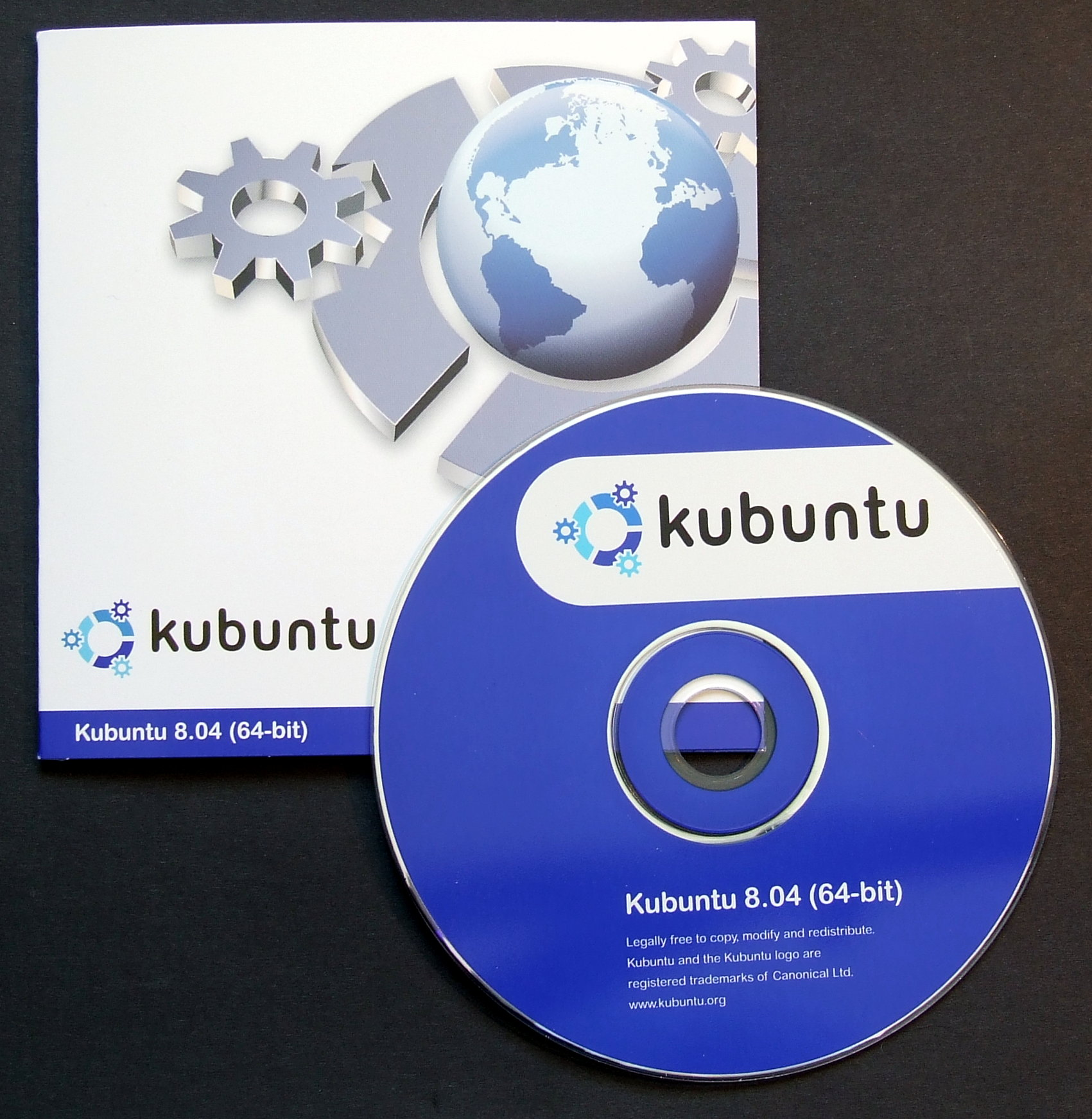
Płyta z Kubuntu 8.04 dla procesorów 64-bitowych
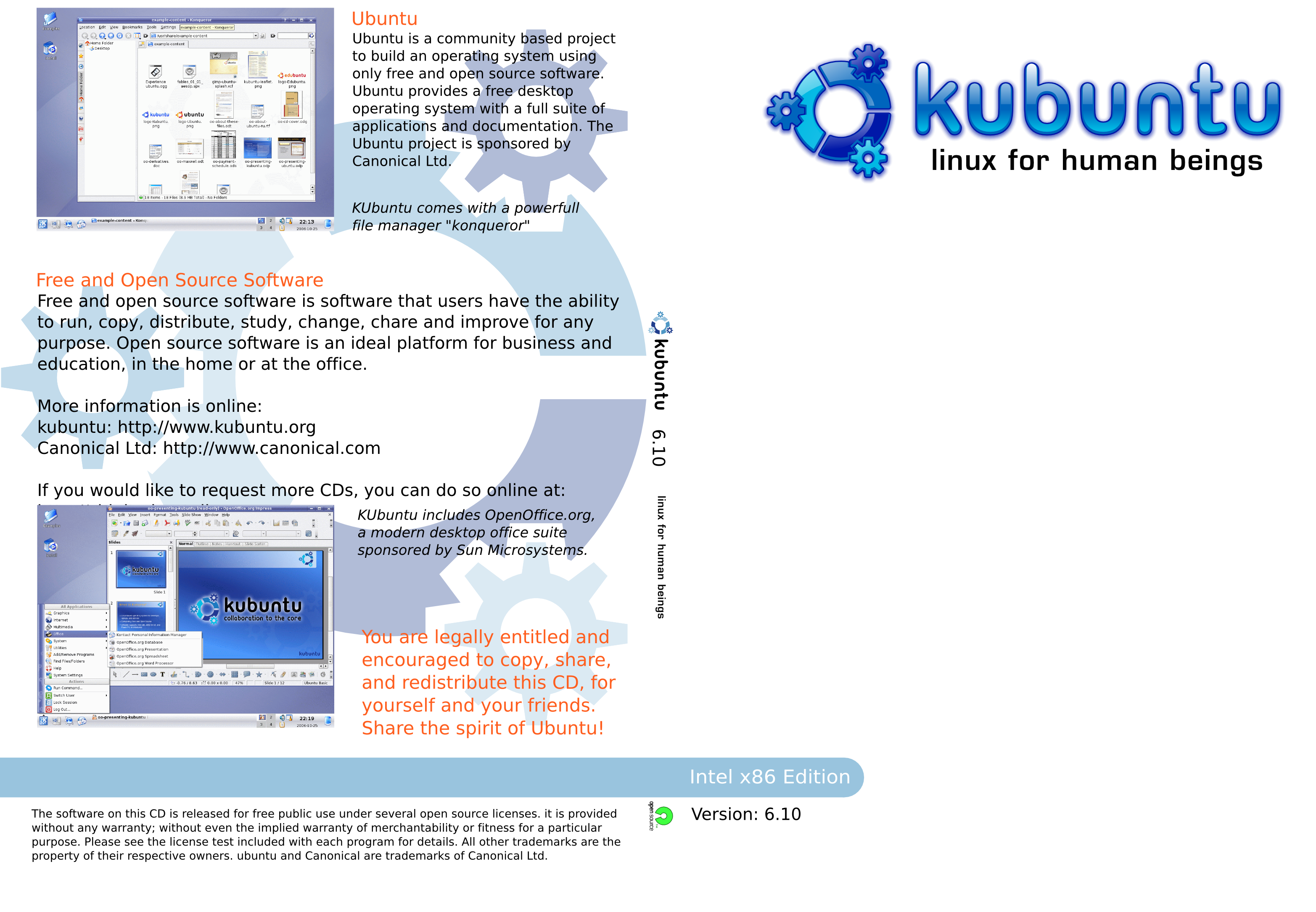
Okładka na pudełko do DVD z Kubuntu 6.10
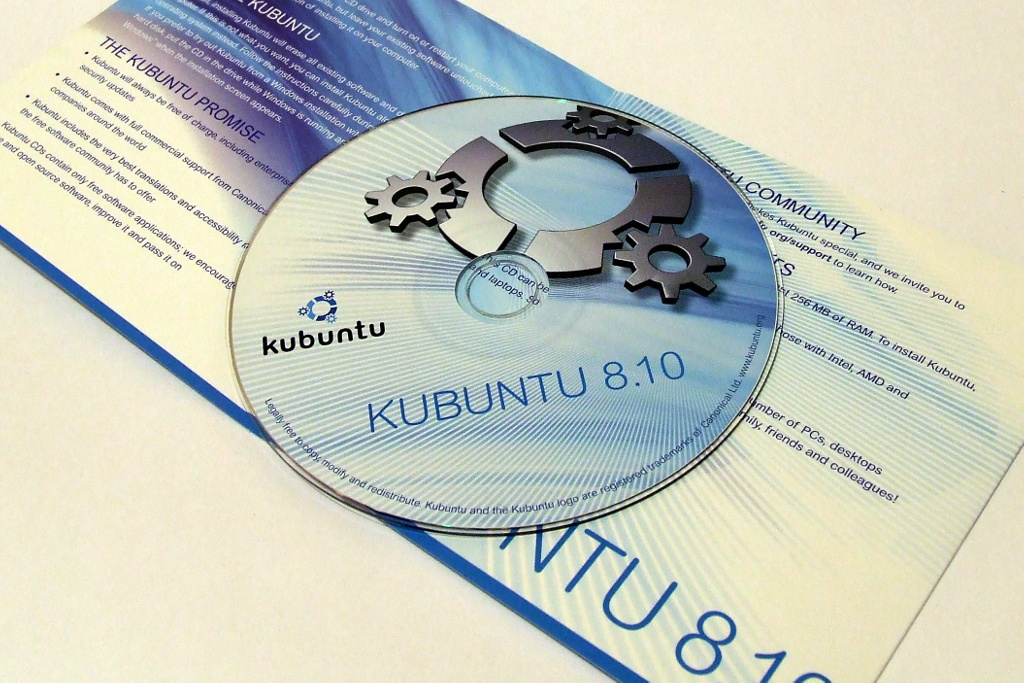
Płyta z Kubuntu 8.10

## Wymagania systemowe
Kubuntu na komputery osobiste (Desktop) obecnie wspiera architekturę x86-64 (Intel oraz AMD). Niektóre wersje pozwalają na wykorzystanie innych, np. SPARC, POWER PC, IA-64 (Itanium) oraz PlayStation 3 (ale aktualizacja w kwietniu 2010 uniemożliwiła instalowanie innych systemów).
- Zalecane minimalne wymagania do instalacji Kubuntu na komputer osobisty to: (podobne do Ubuntu)

|                    | Desktop & Laptop          |
| Minimalne zalecane |                           |
| ------------------ | ------------------------- |
| Procesor           | 2 GHz dual core (x86)     |
| Pamięć             | 4 GiB                     |
| Dysk twardy        | 25 GB (Minimalne: 8.6 GB) |
| Karta graficzna    | VGA @ 1024×768            |

## Galeria

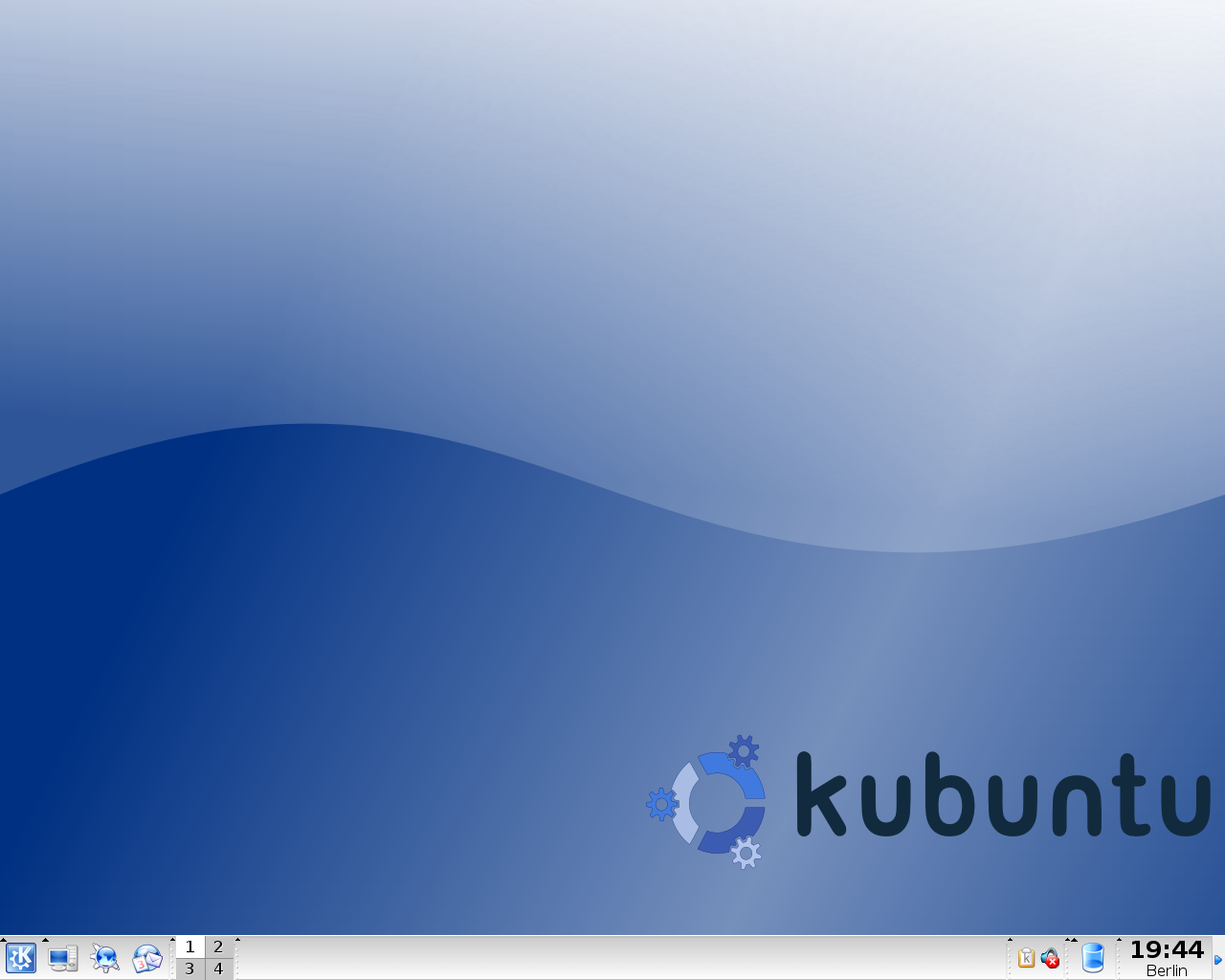
Kubuntu 5.04
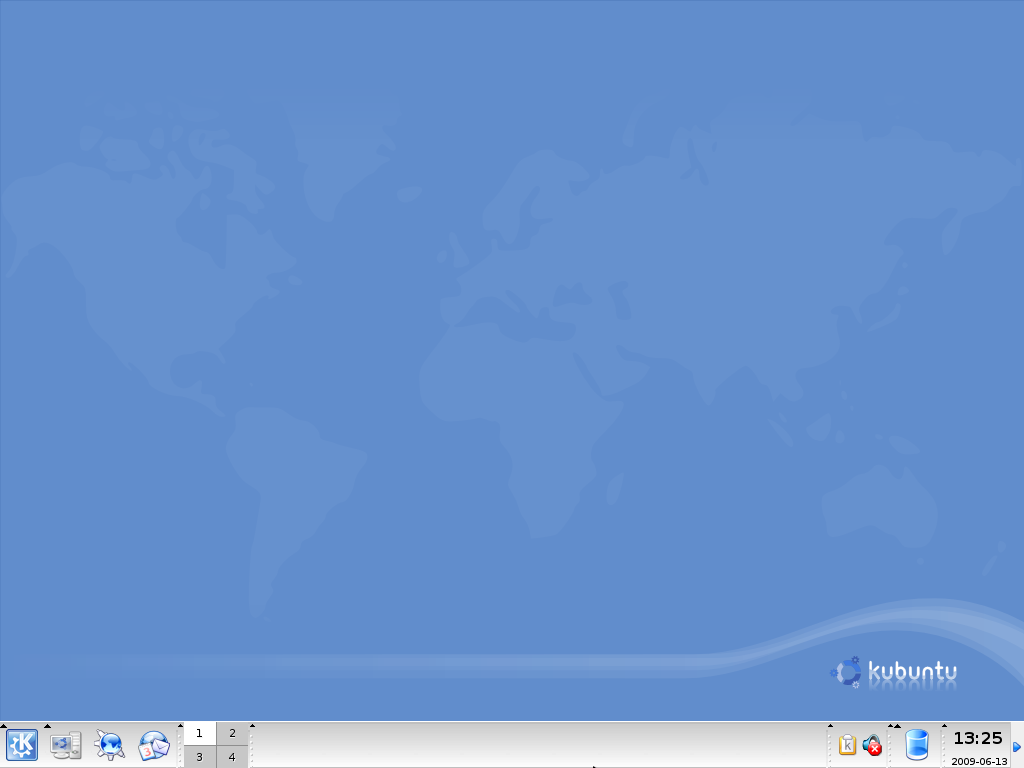
Kubuntu 5.10
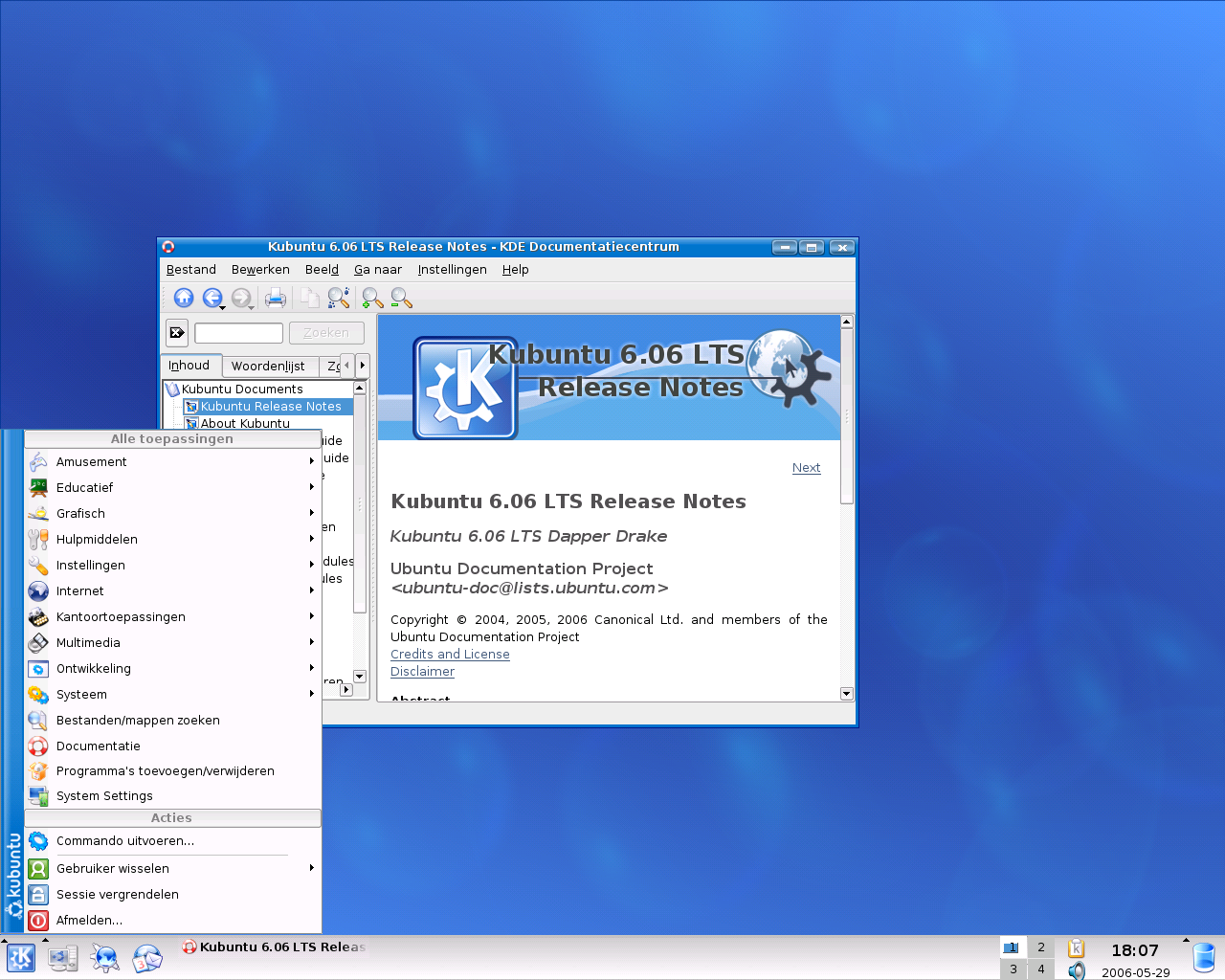
Kubuntu 6.06 LTS
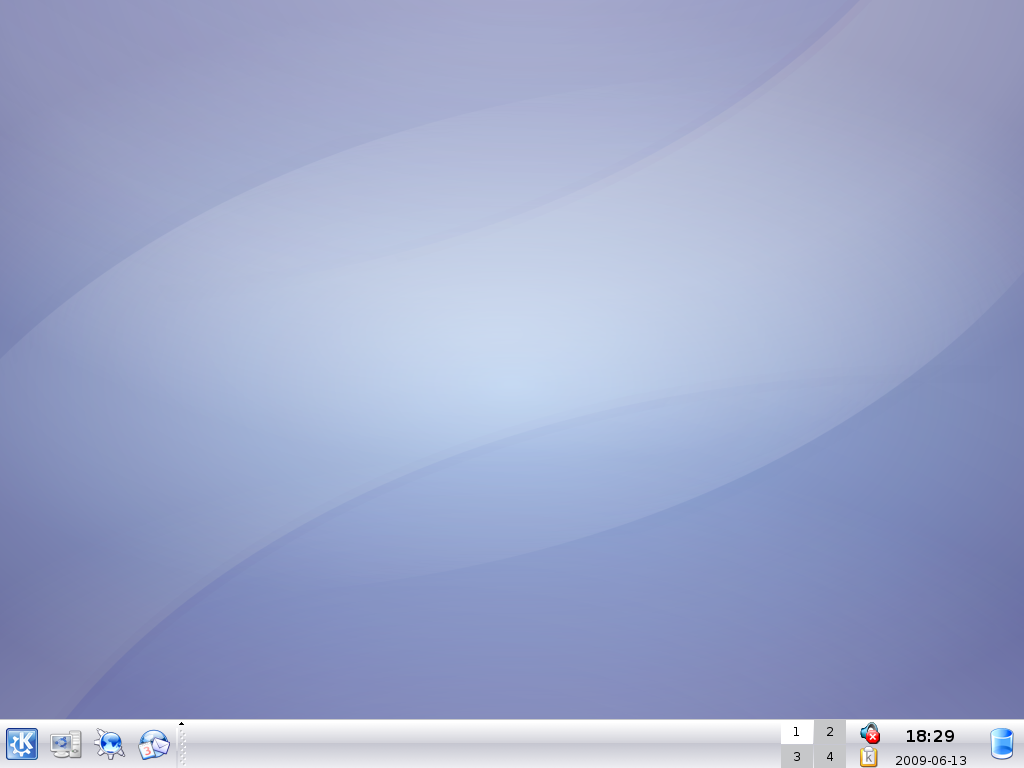
Kubuntu 6.10
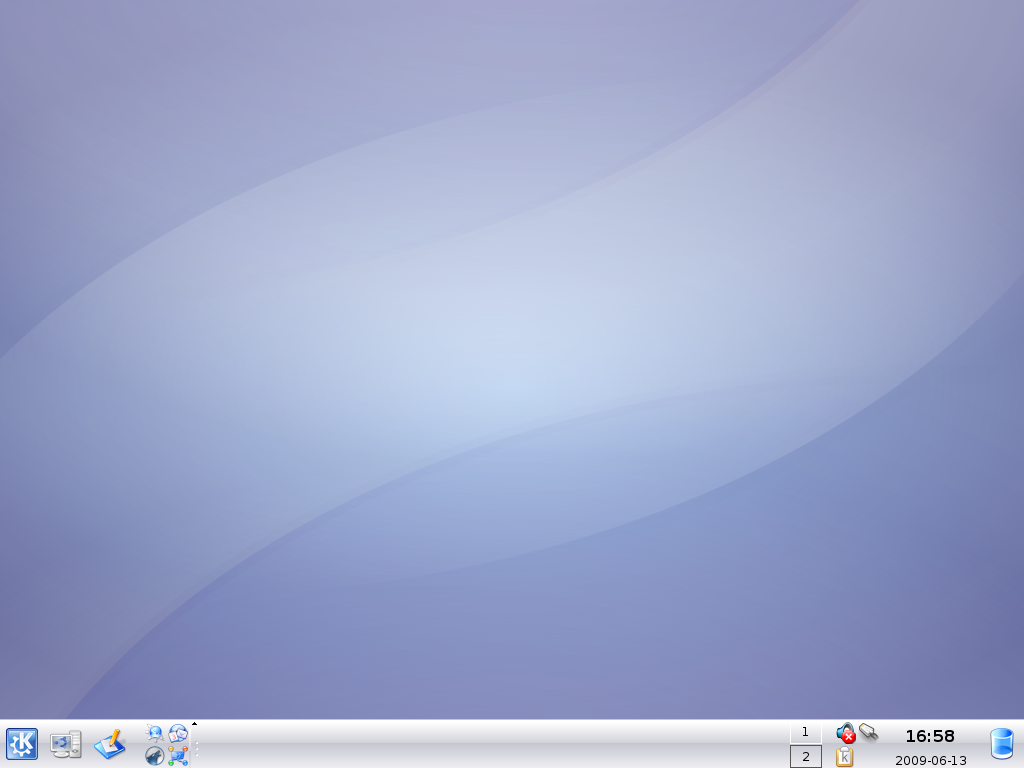
Kubuntu 7.04
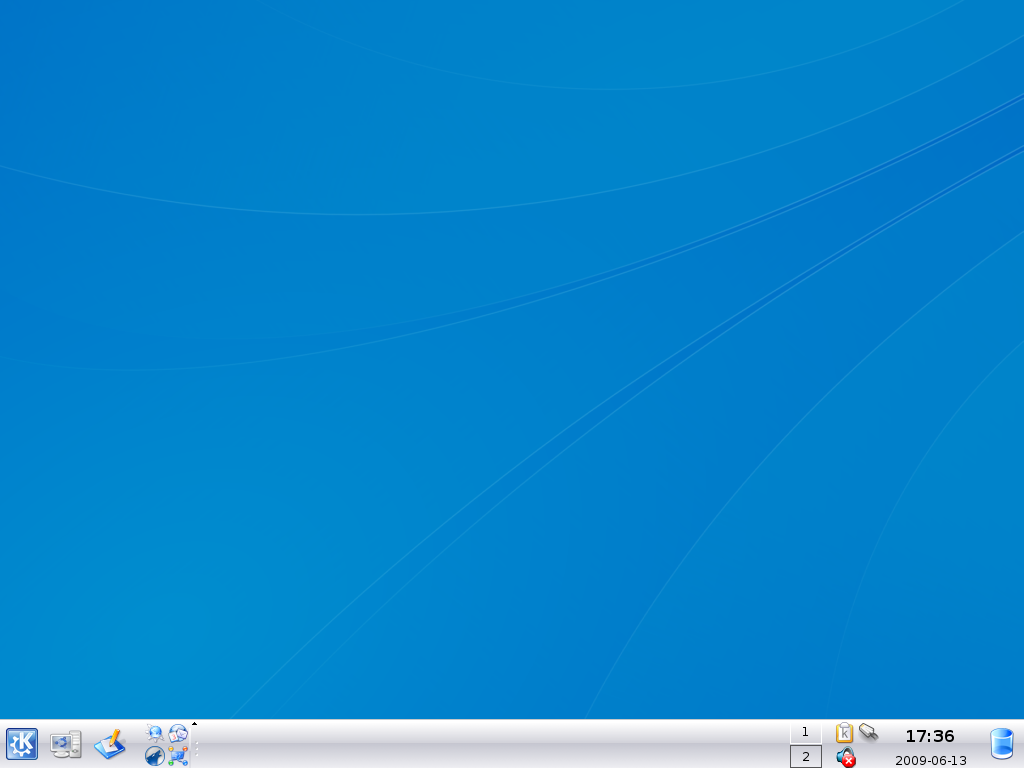
Kubuntu 7.10
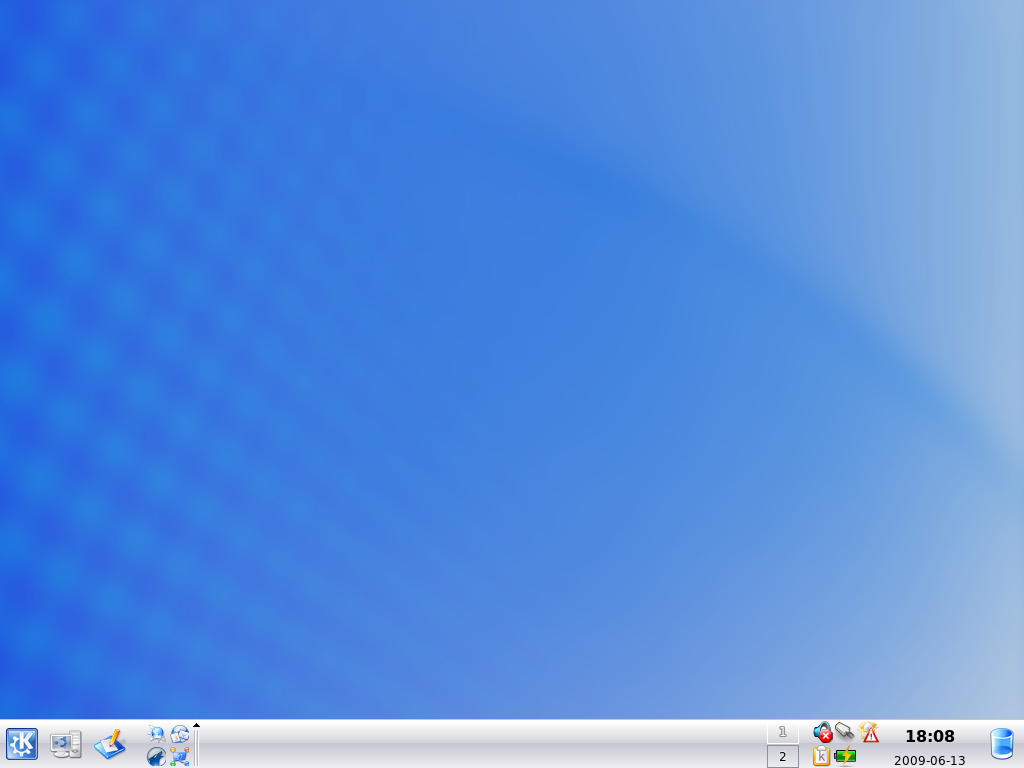
Kubuntu 8.04
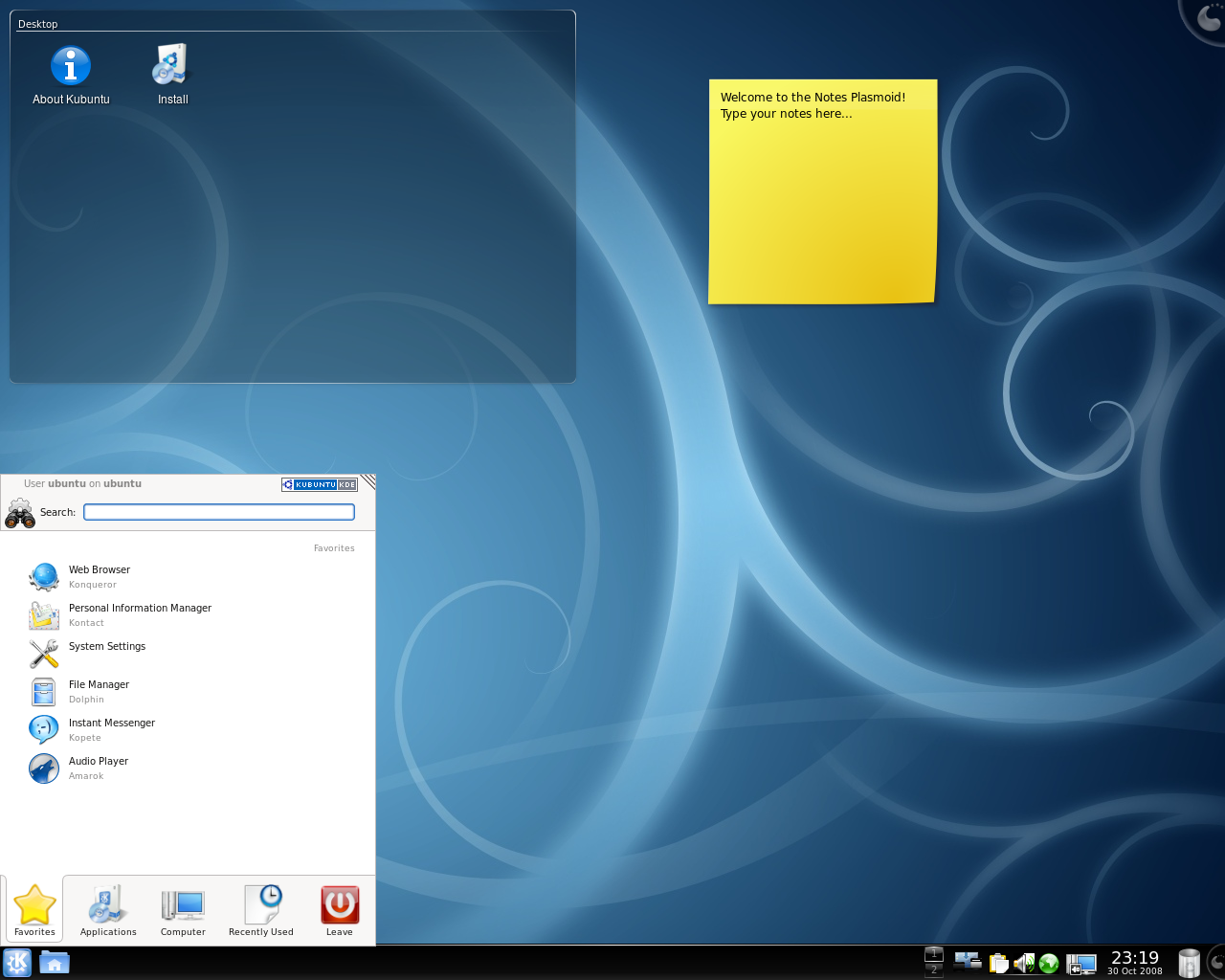
Kubuntu 8.10
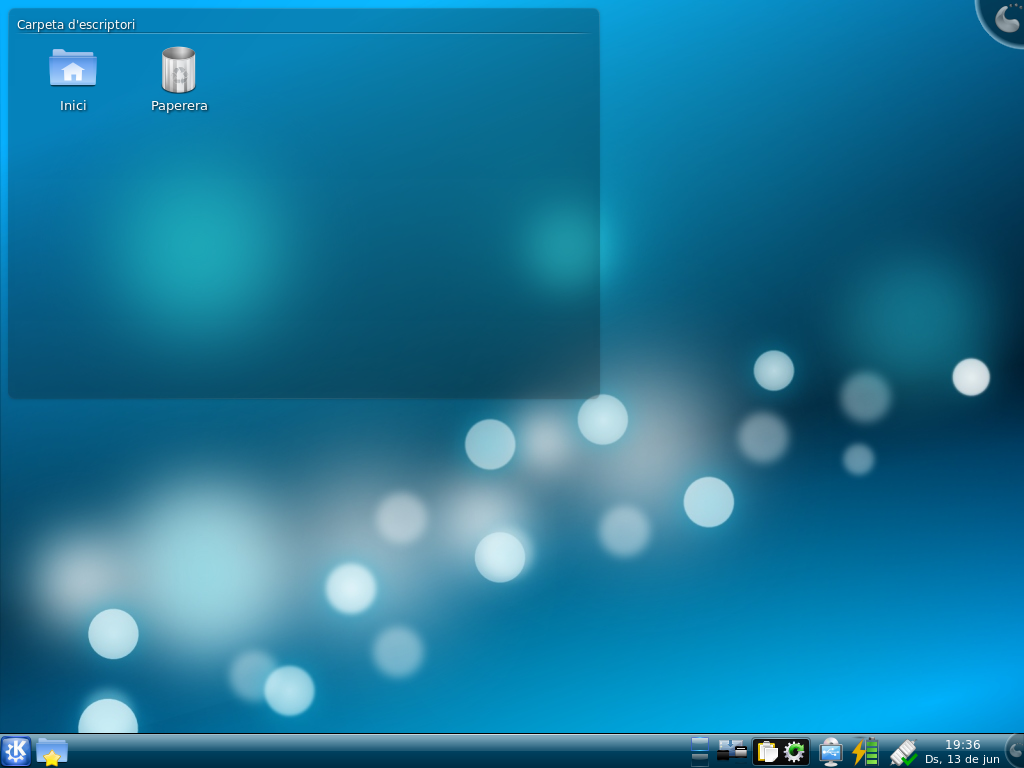
Kubuntu 9.04
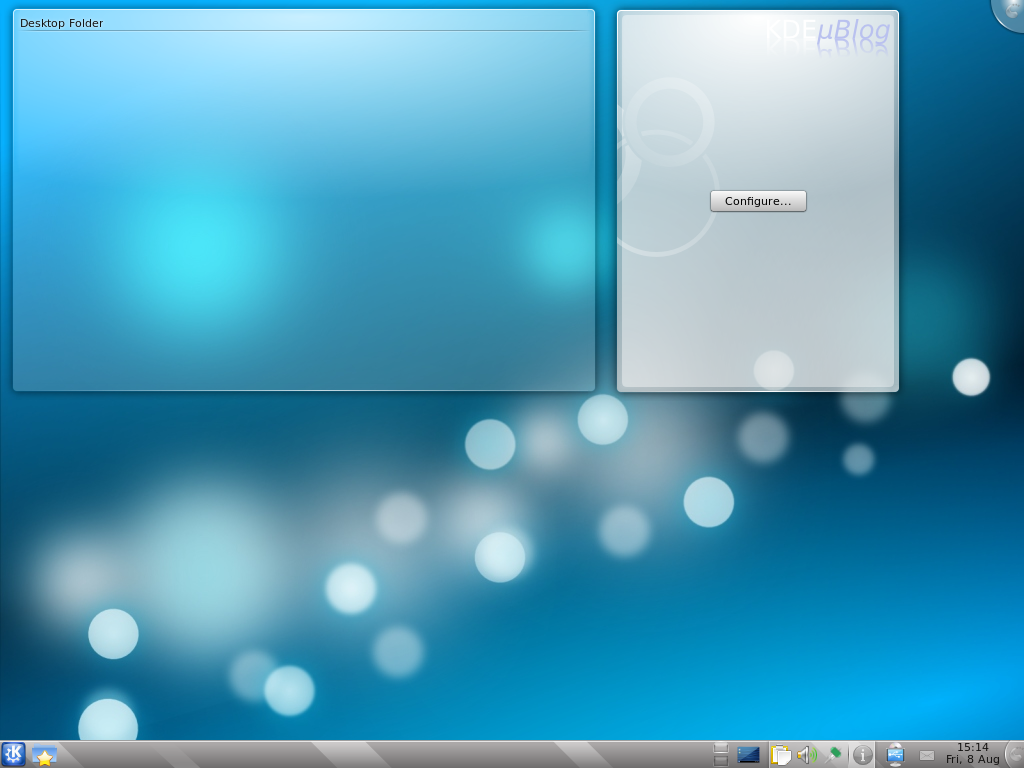
Kubuntu 9.10
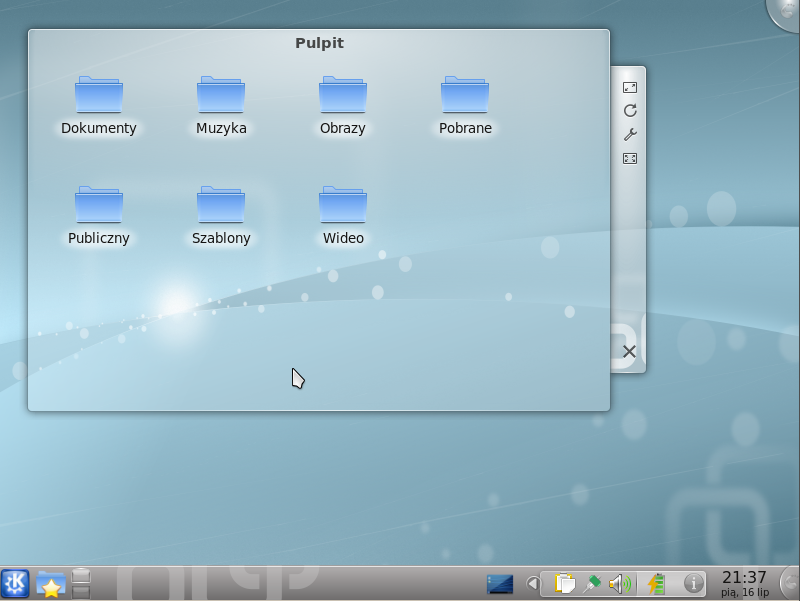
Kubuntu 10.04 LTS (pl)
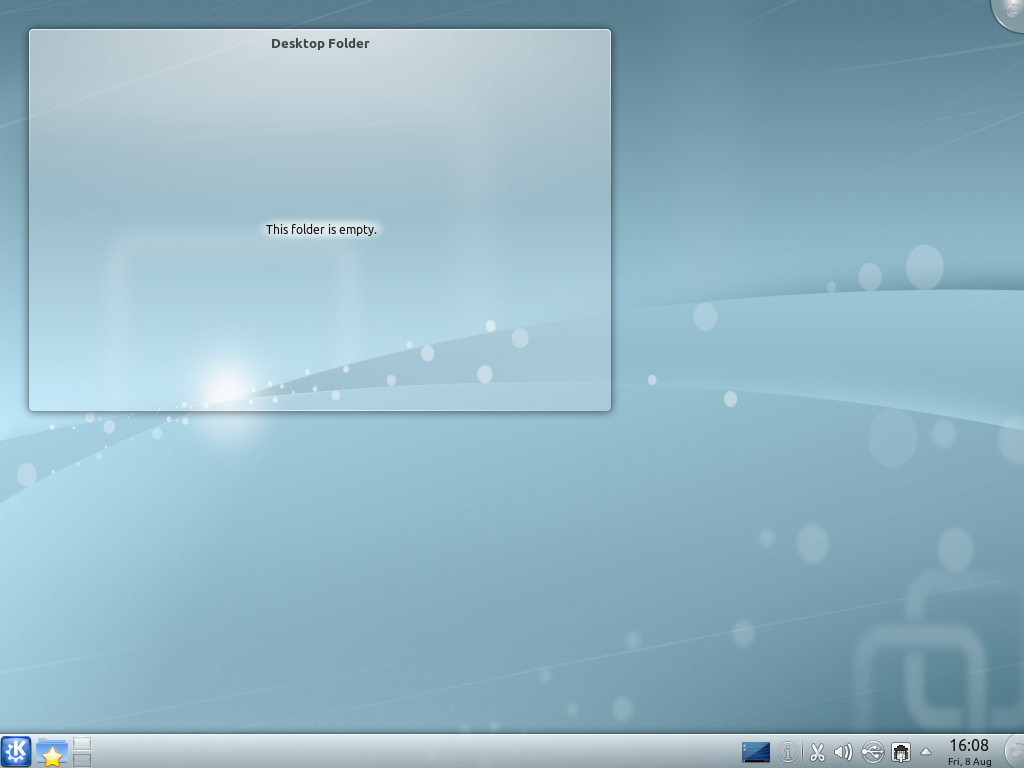
Kubuntu 10.10
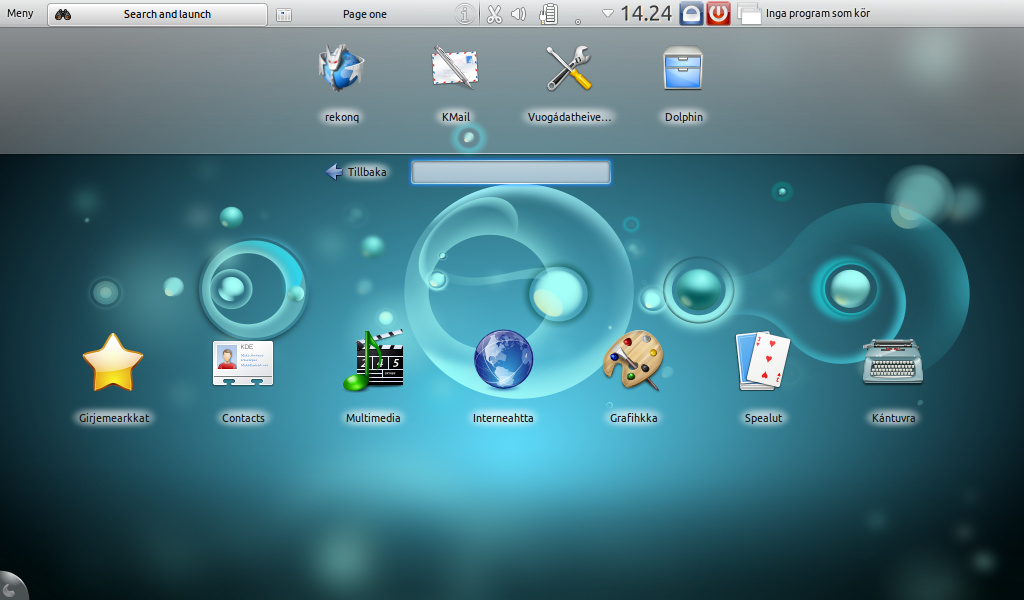
Kubuntu 11.04
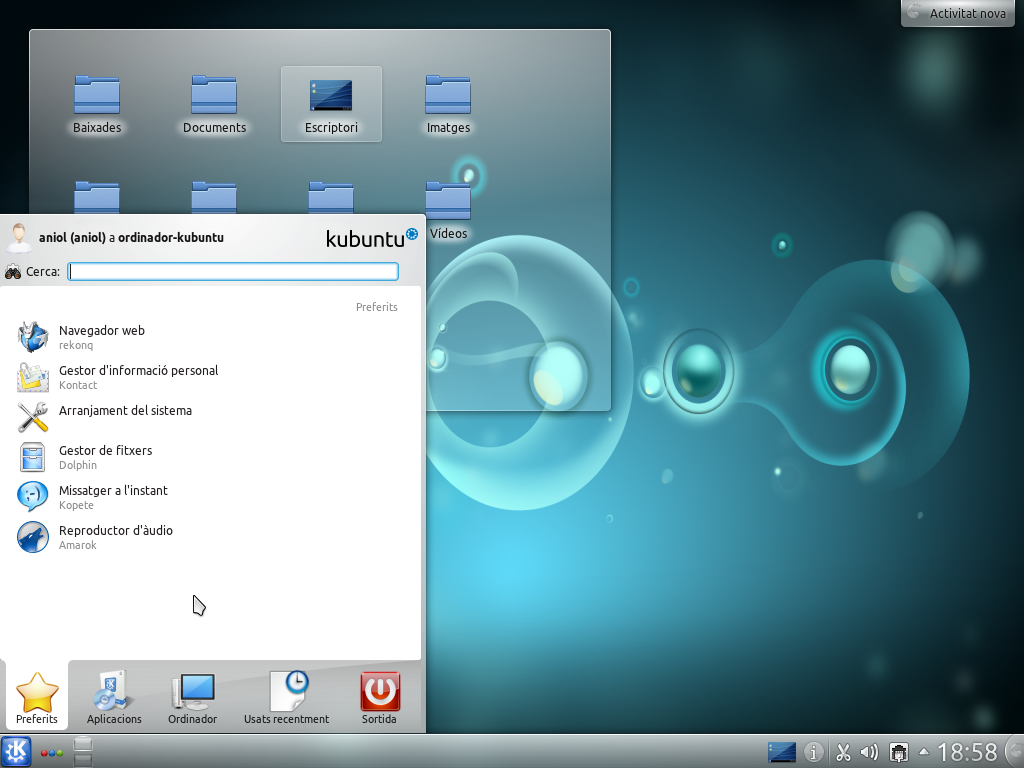
Kubuntu 11.10
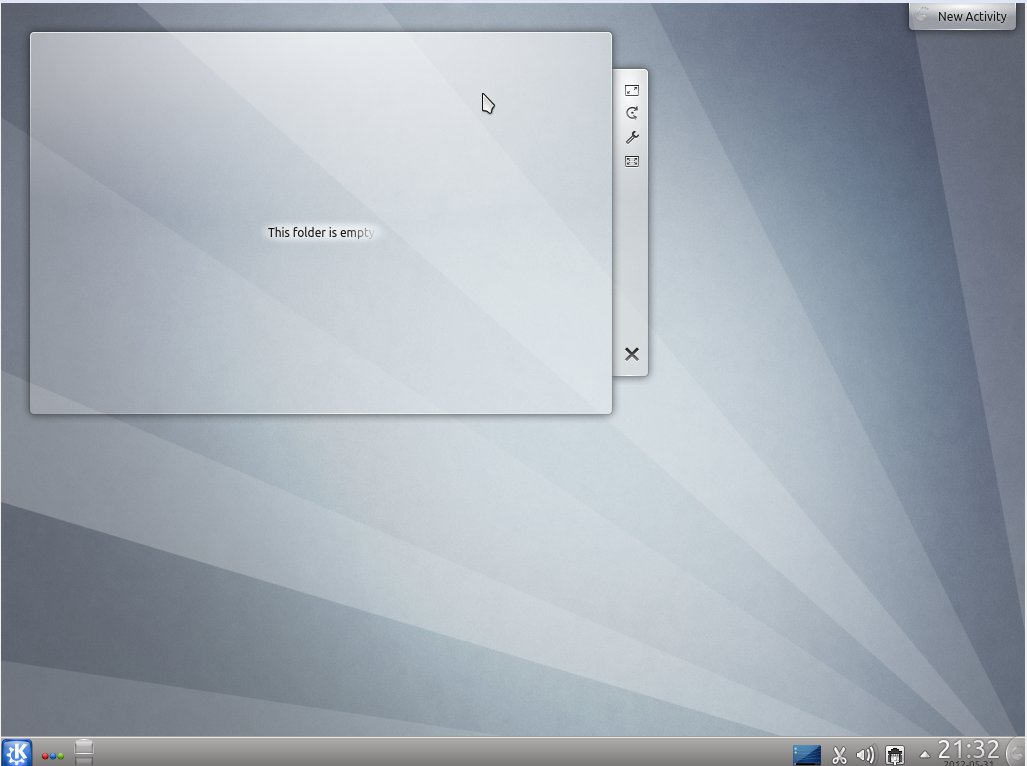
Kubuntu 12.04 LTS
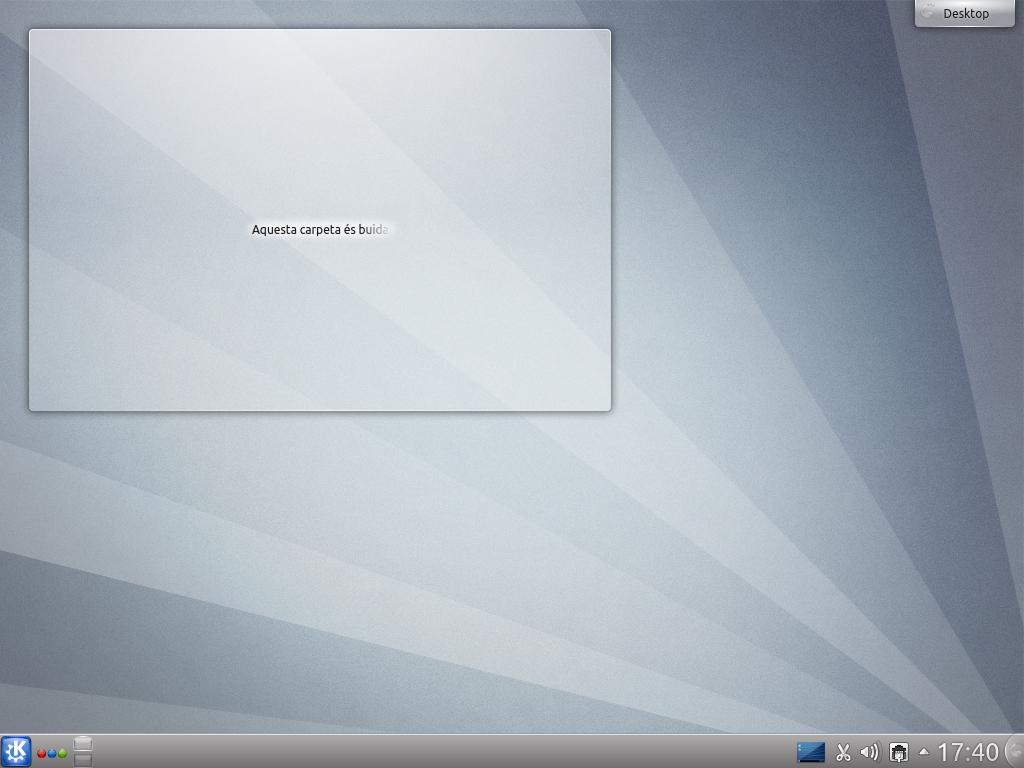
Kubuntu 12.10
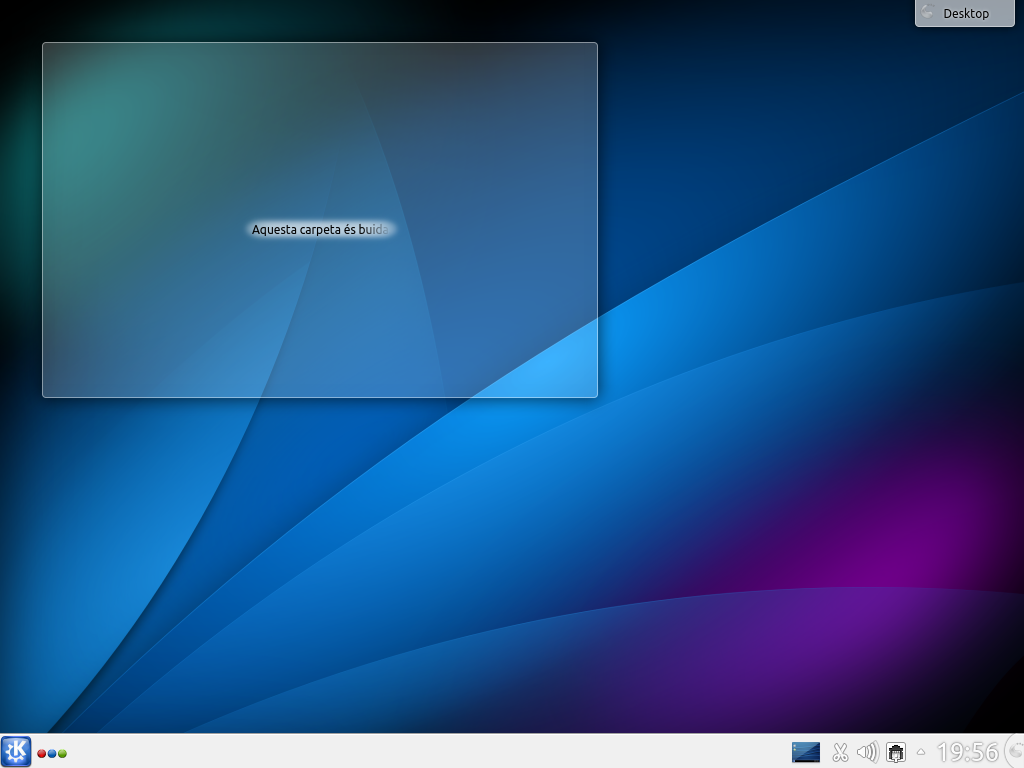
Kubuntu 13.04
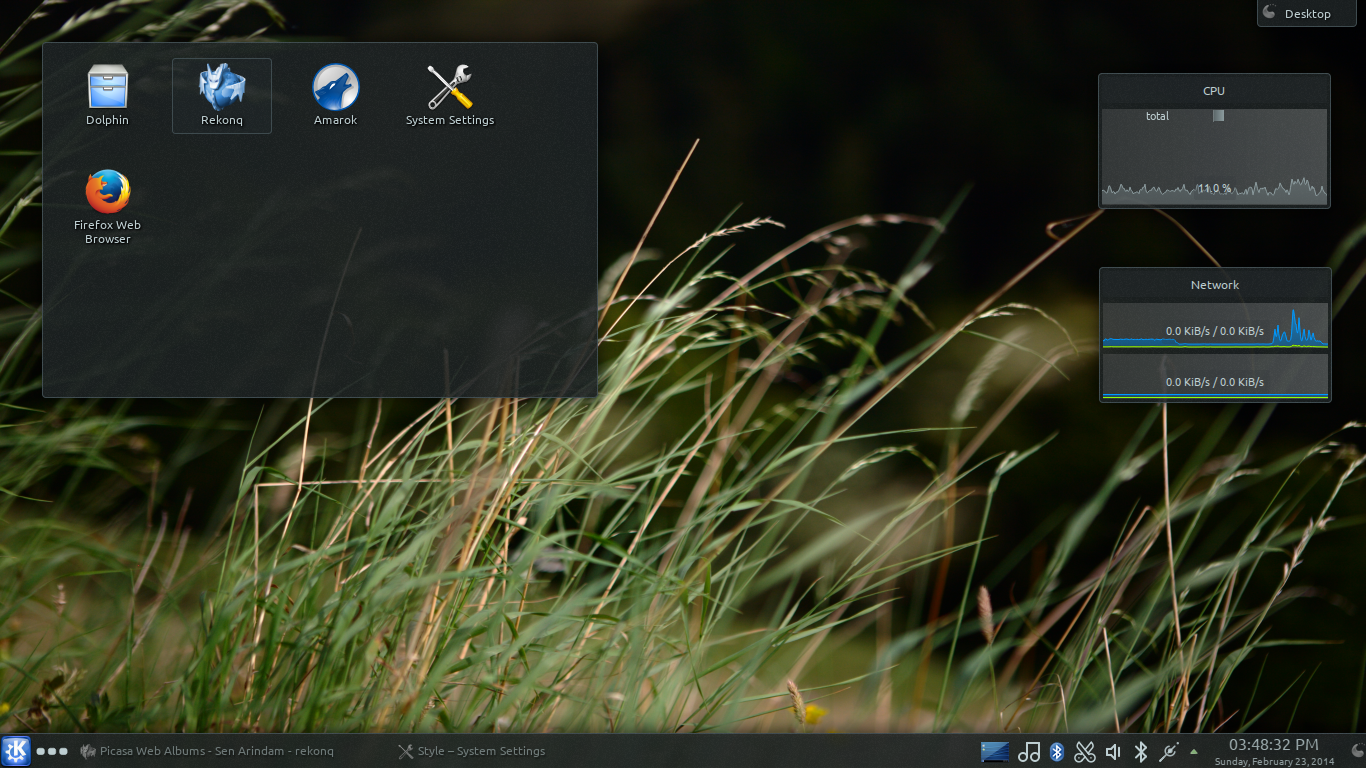
Kubuntu 13.10
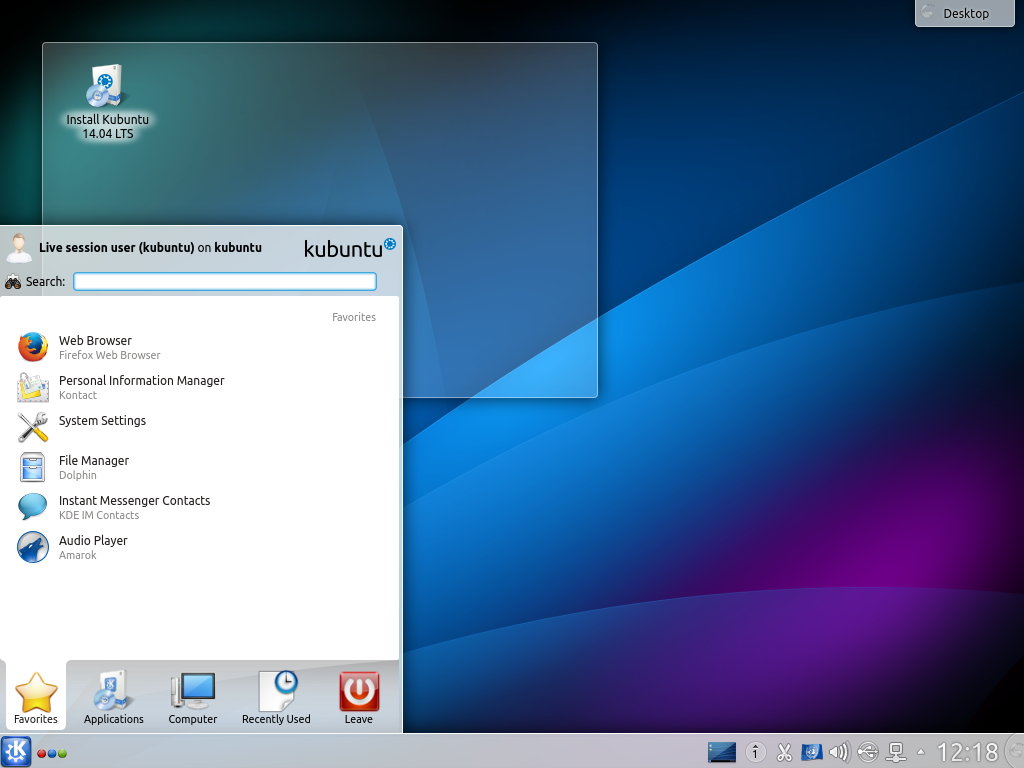
Kubuntu 14.04 LTS
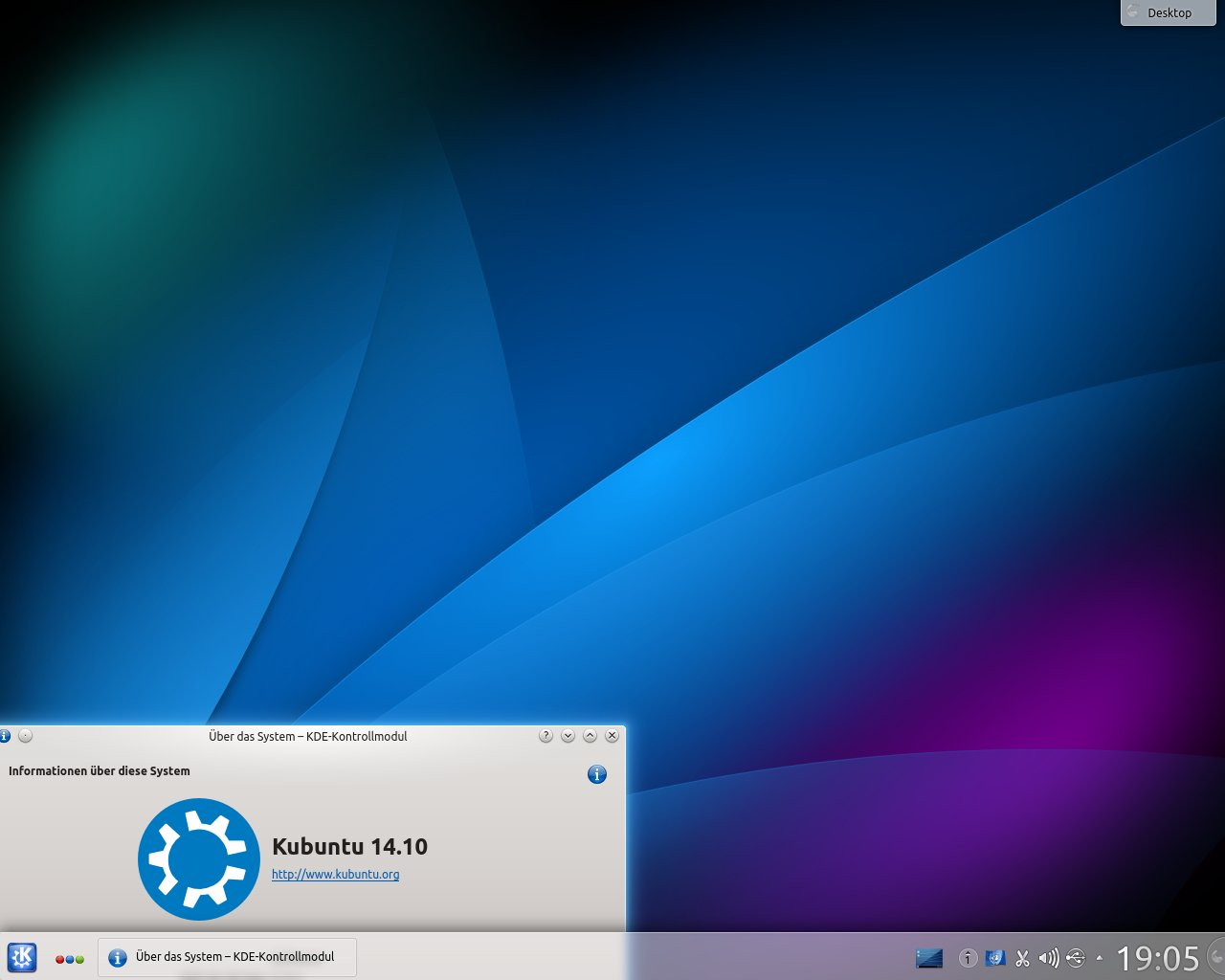
Kubuntu 14.10
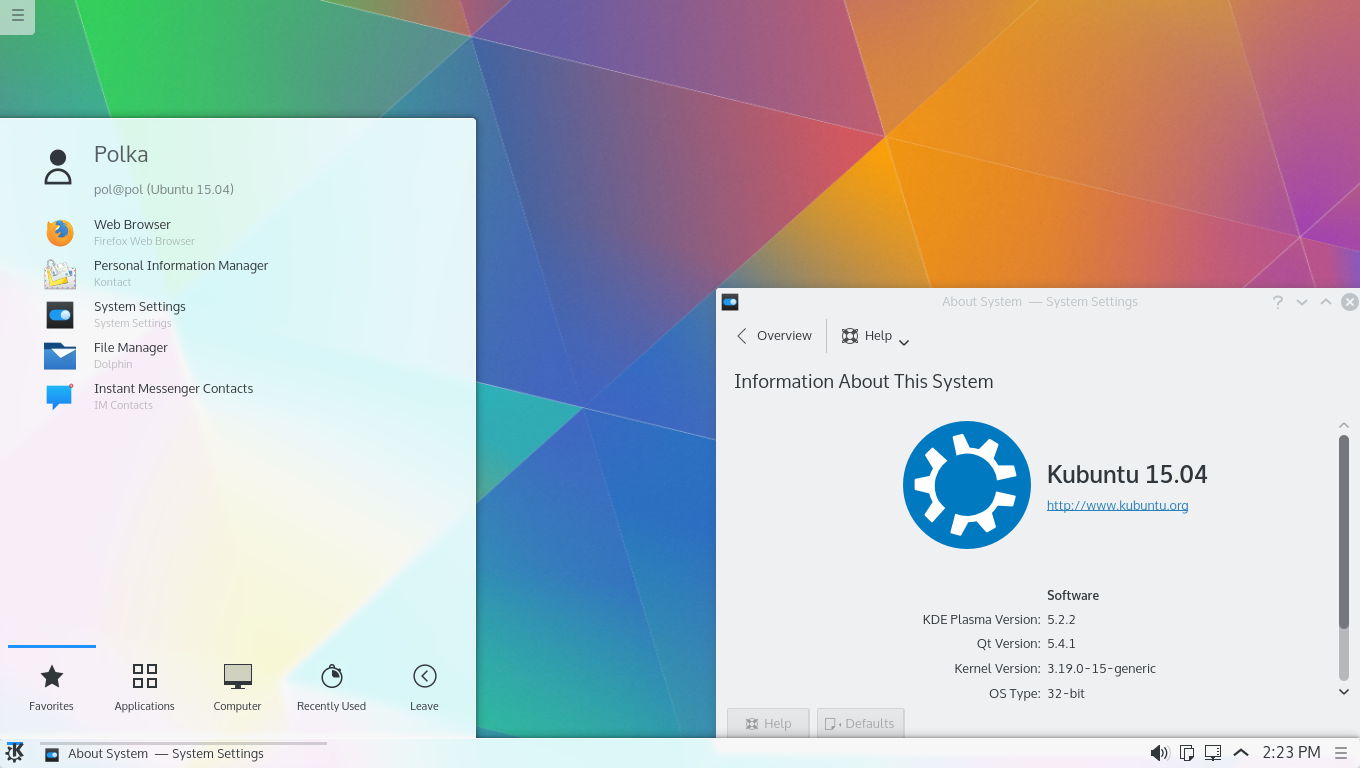
Kubuntu 15.04
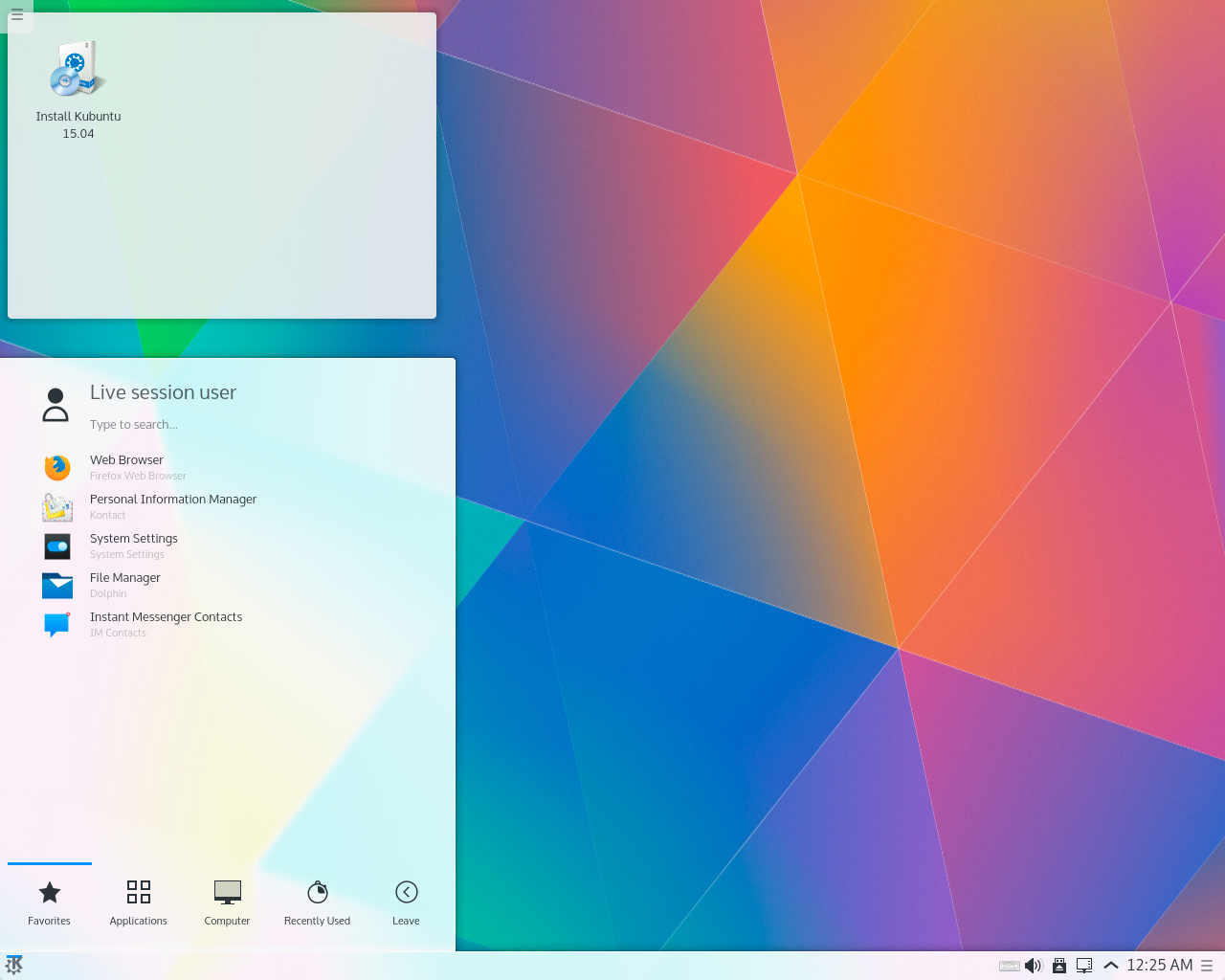
Kubuntu 15.10
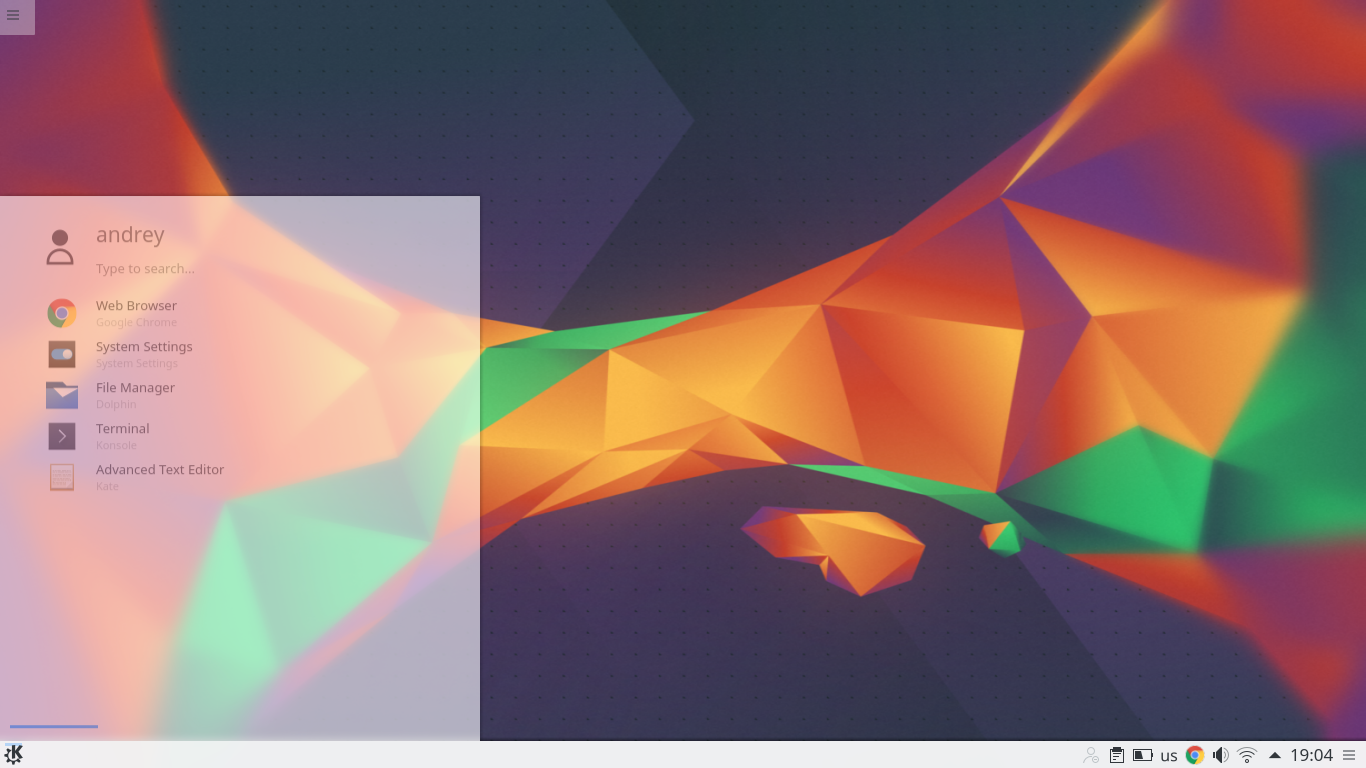
Kubuntu 16.04 LTS
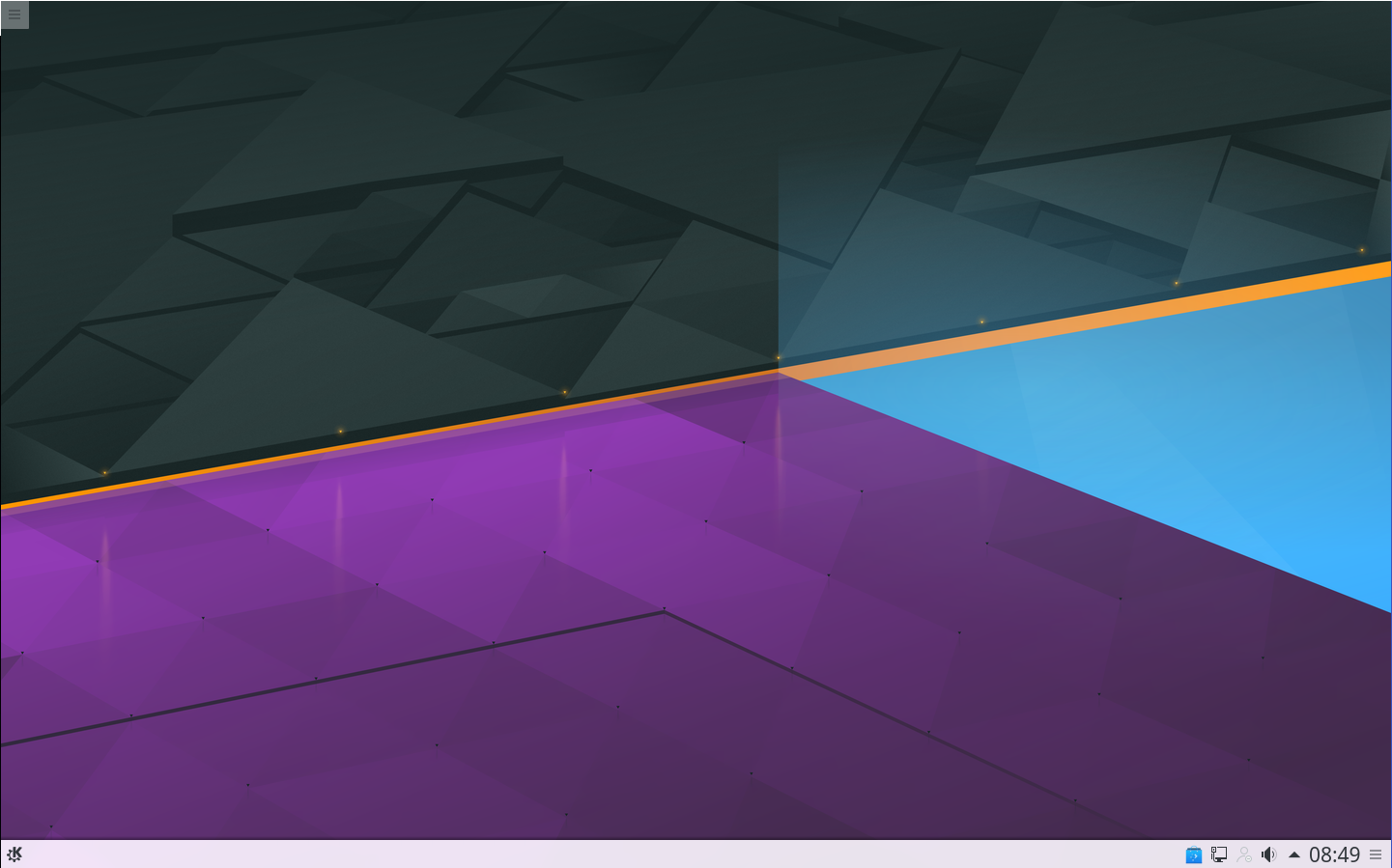
Kubuntu 16.10
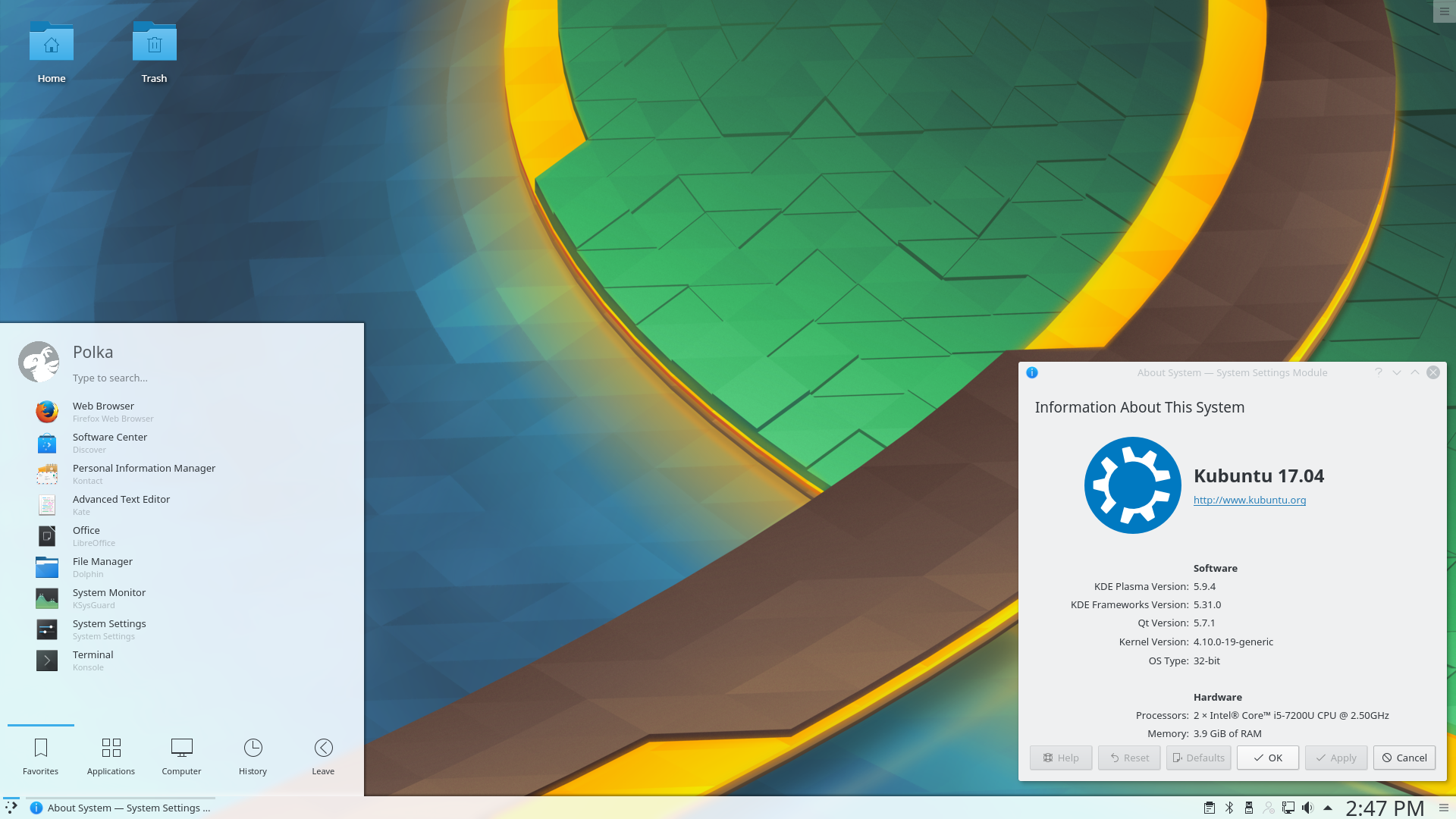
Kubuntu 17.04
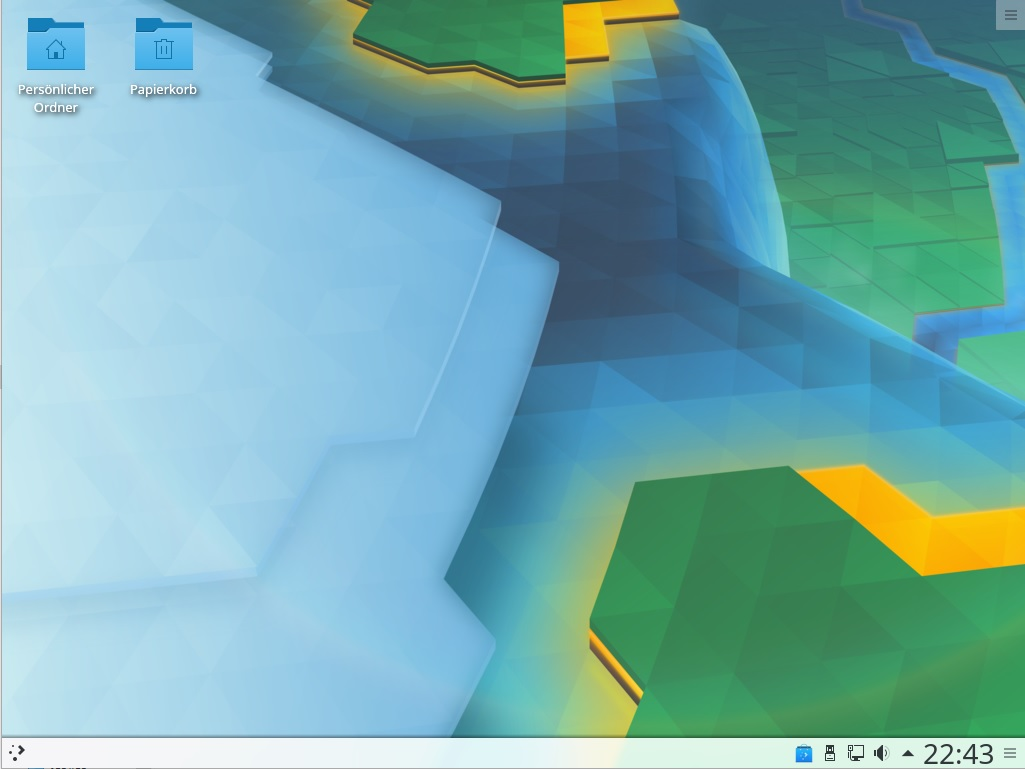
Kubuntu 17.10
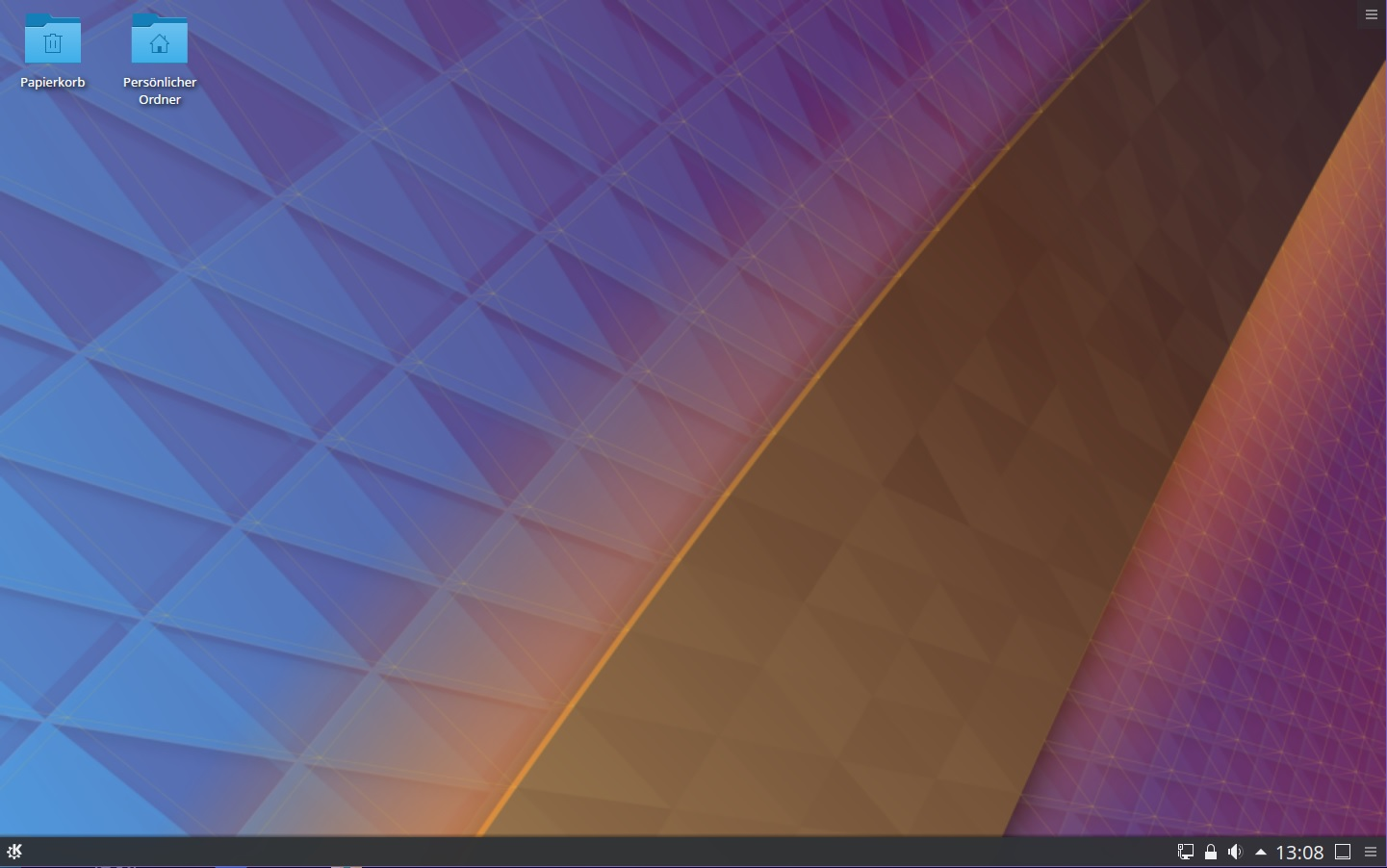
Kubuntu 18.04 LTS
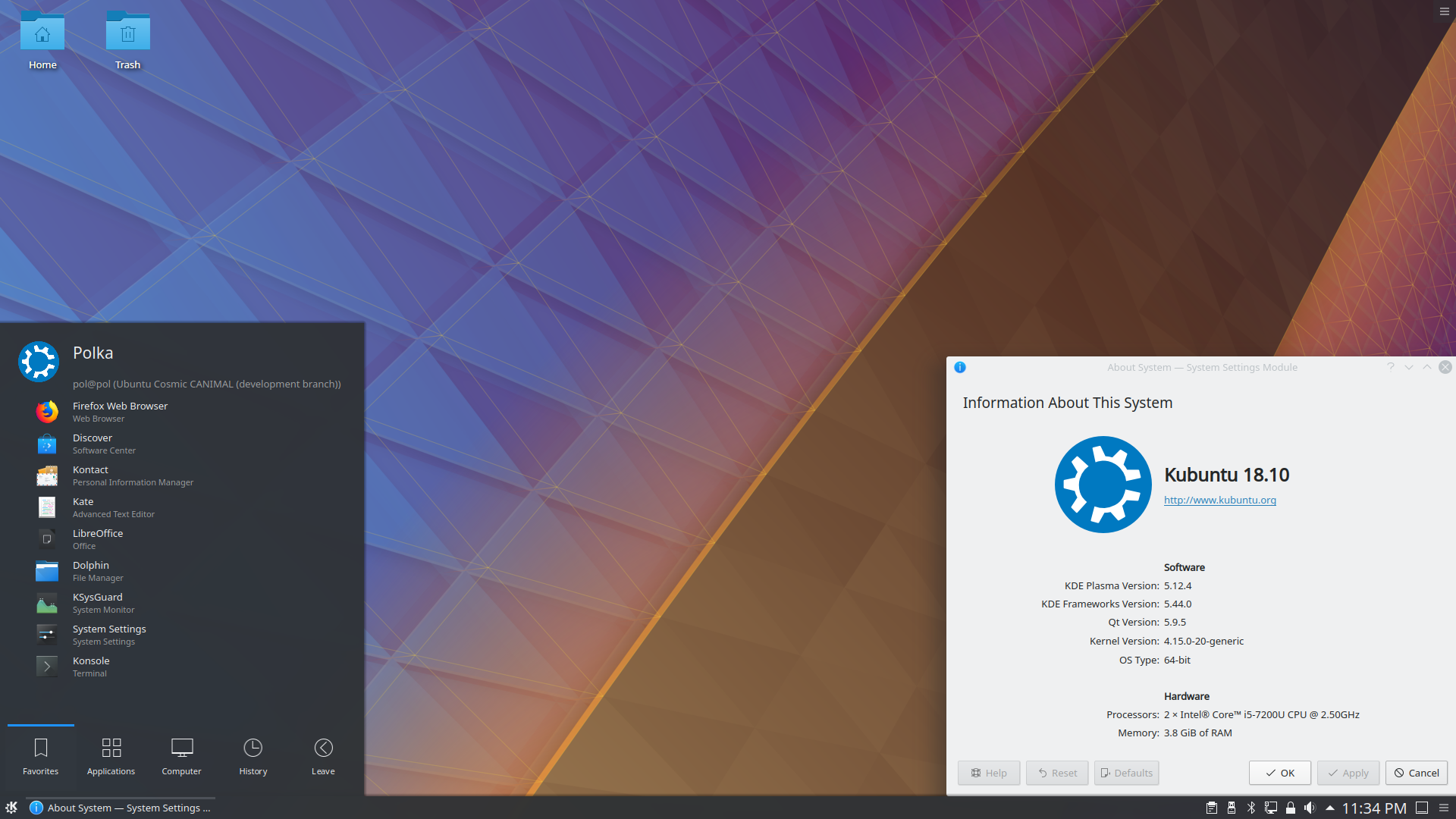
Kubuntu 18.10
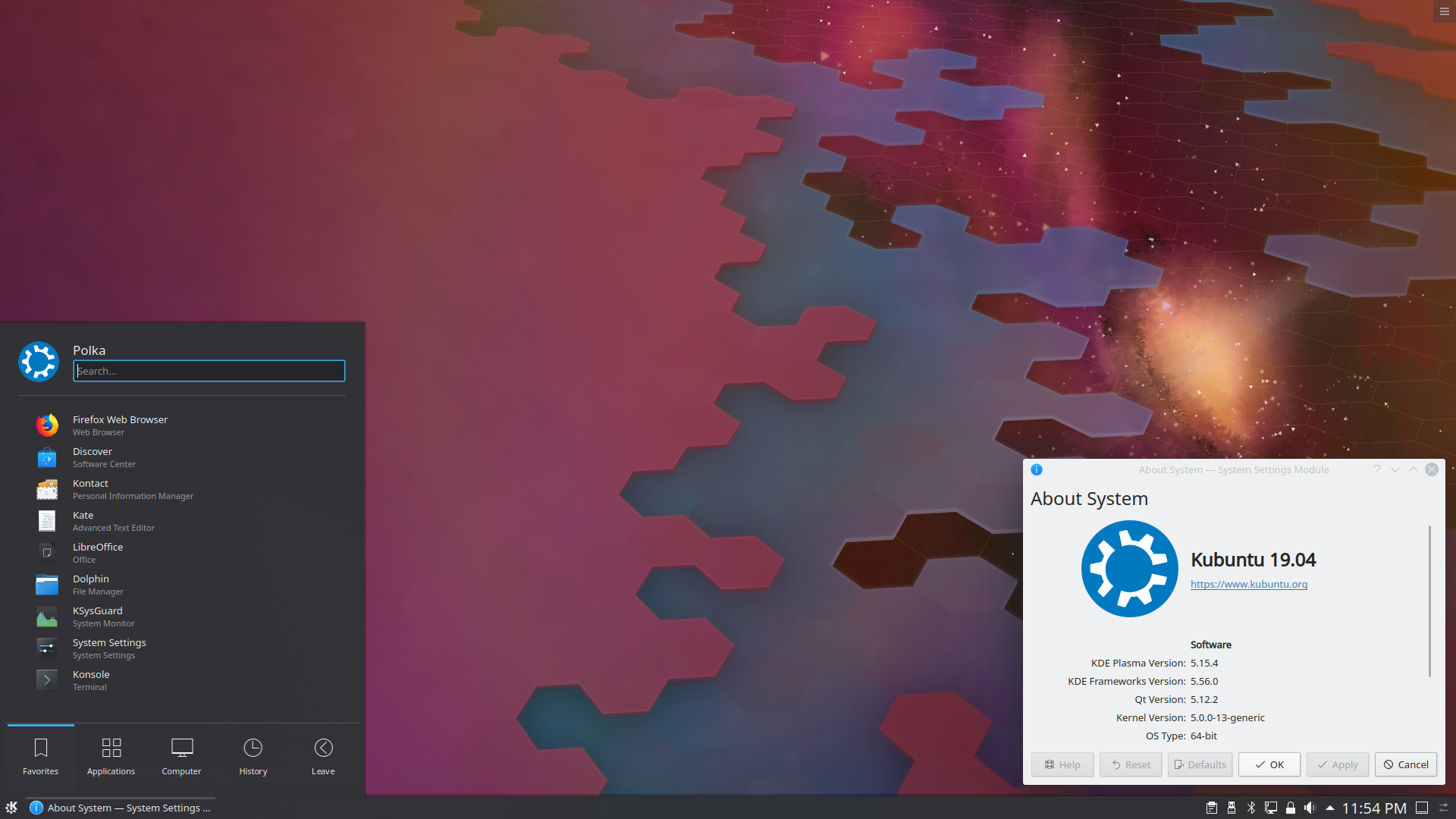
Kubuntu 19.04
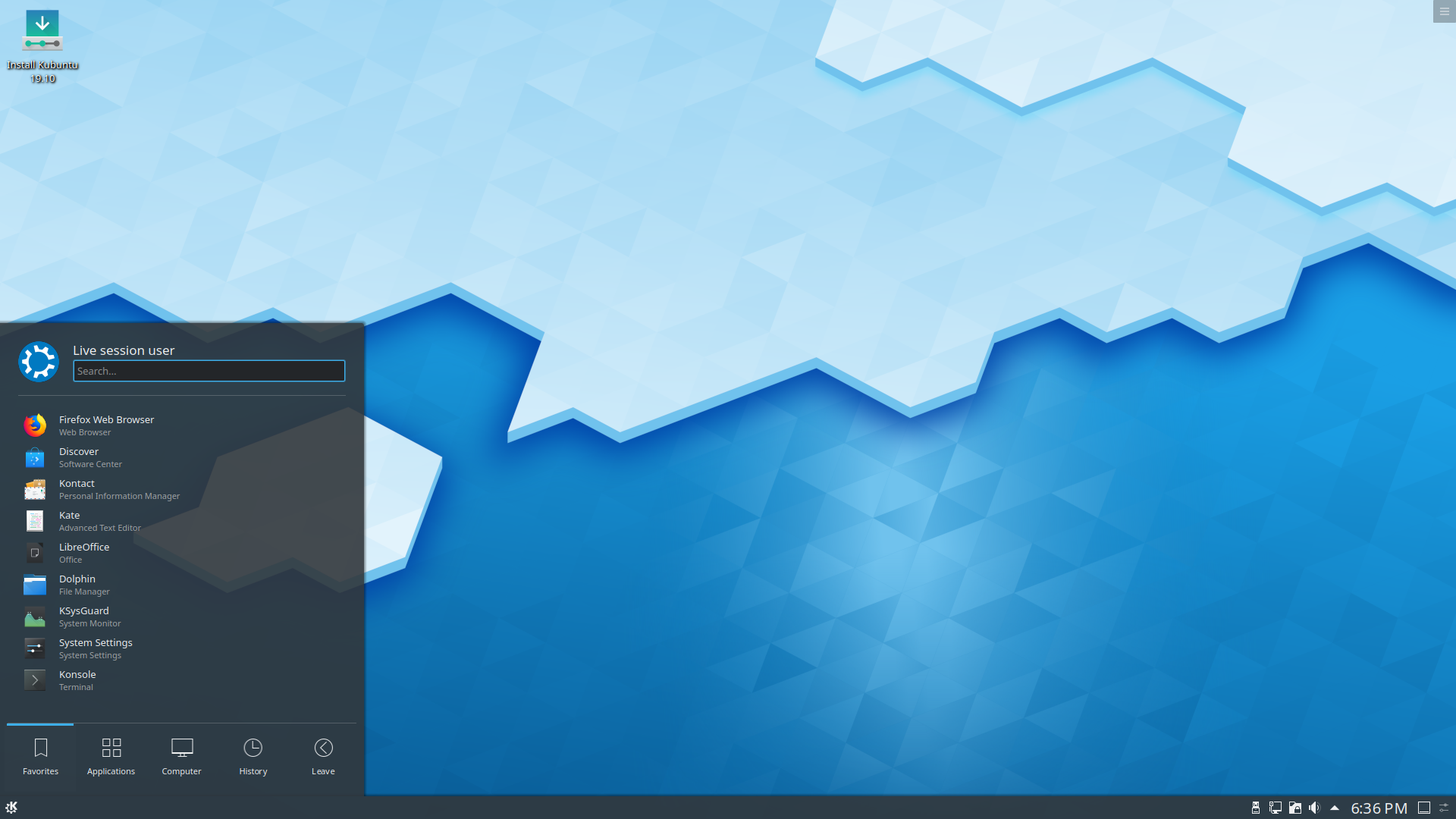
Kubuntu 19.10
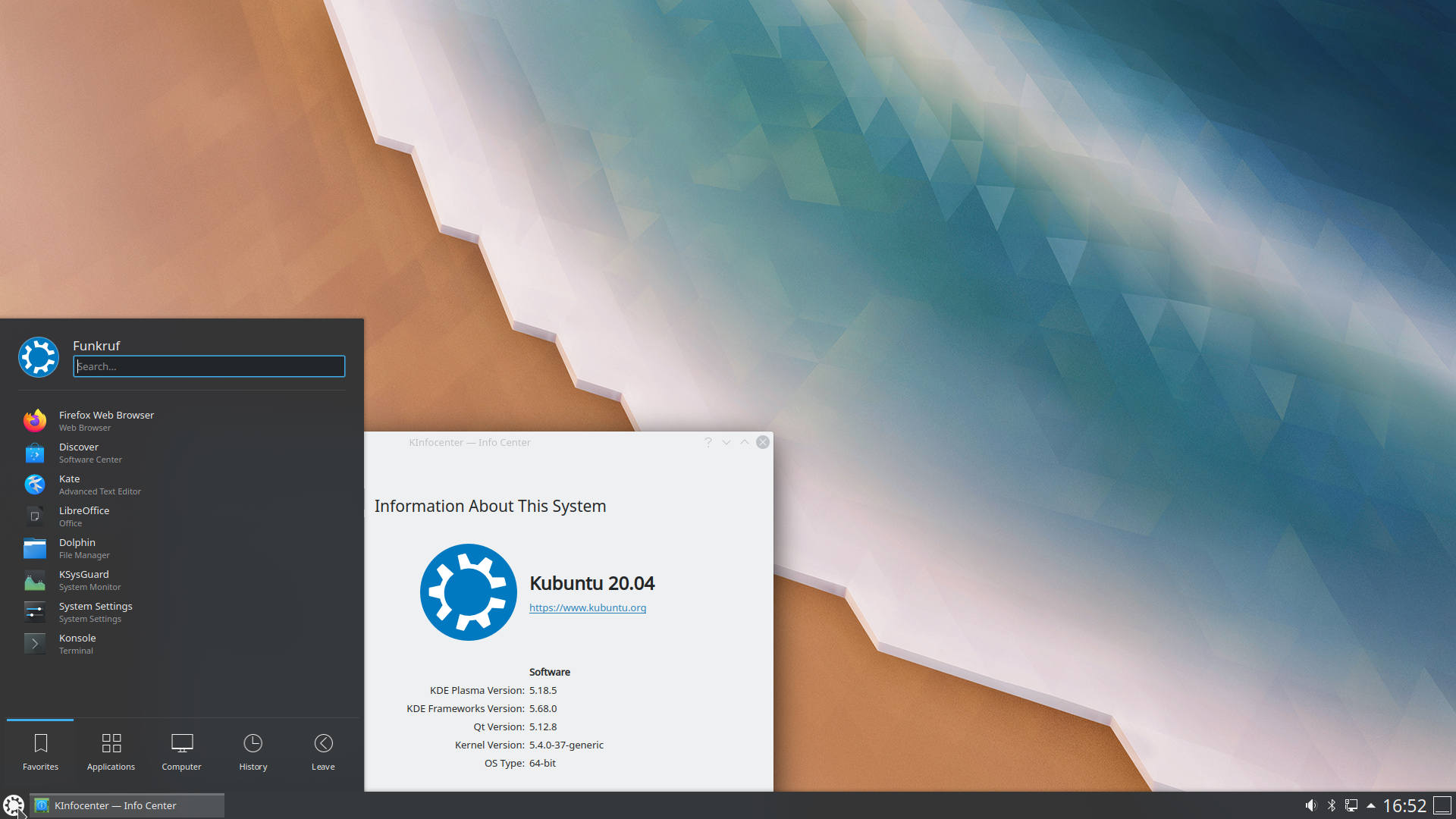
Kubuntu 20.04 LTS
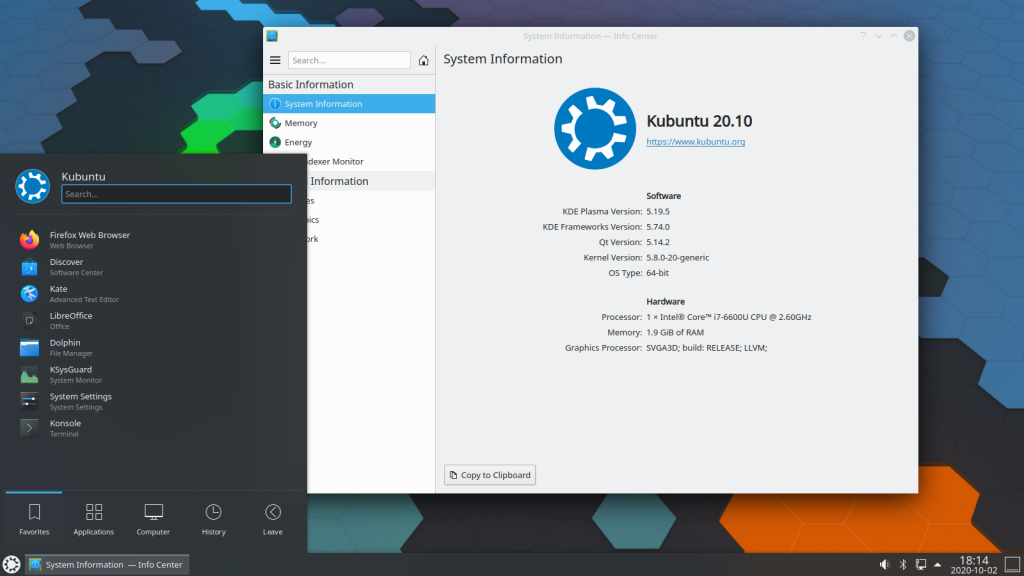
Kubuntu 20.10
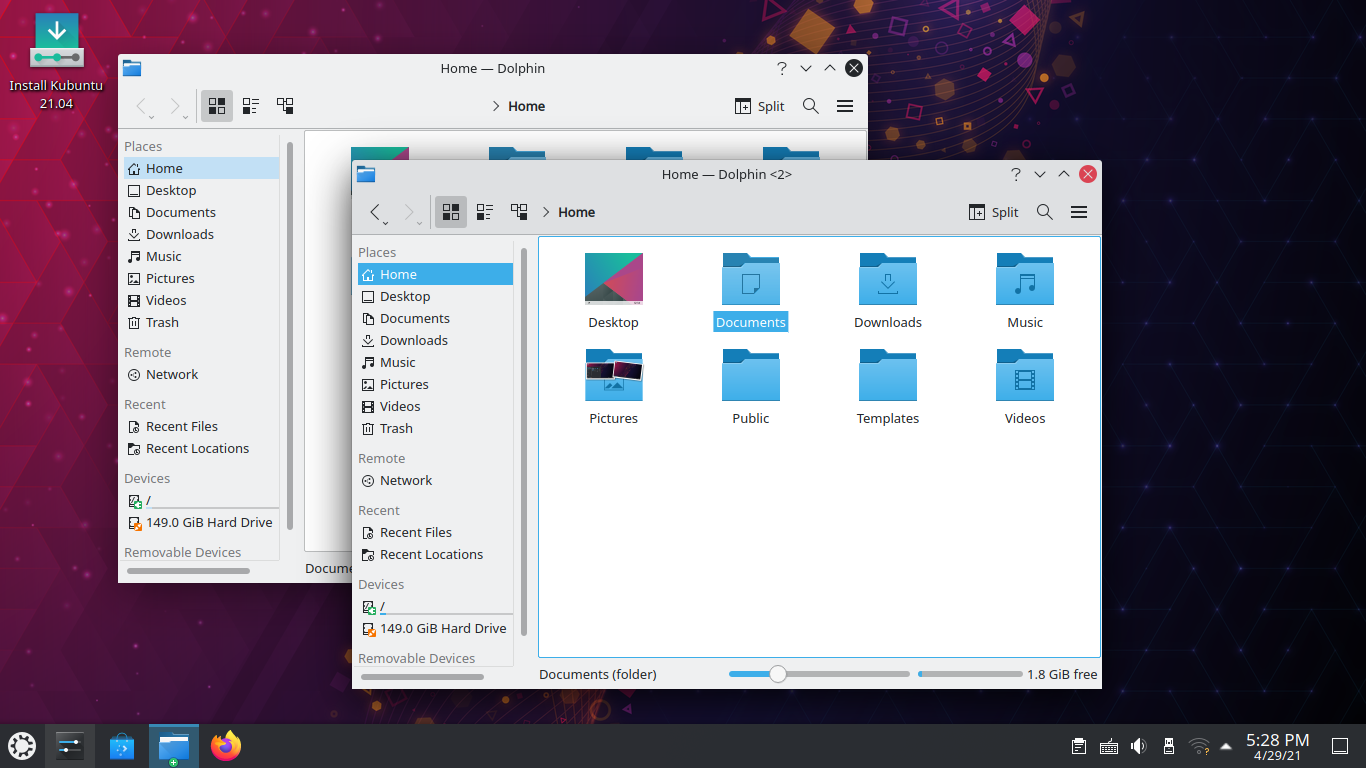
Kubuntu 21.04
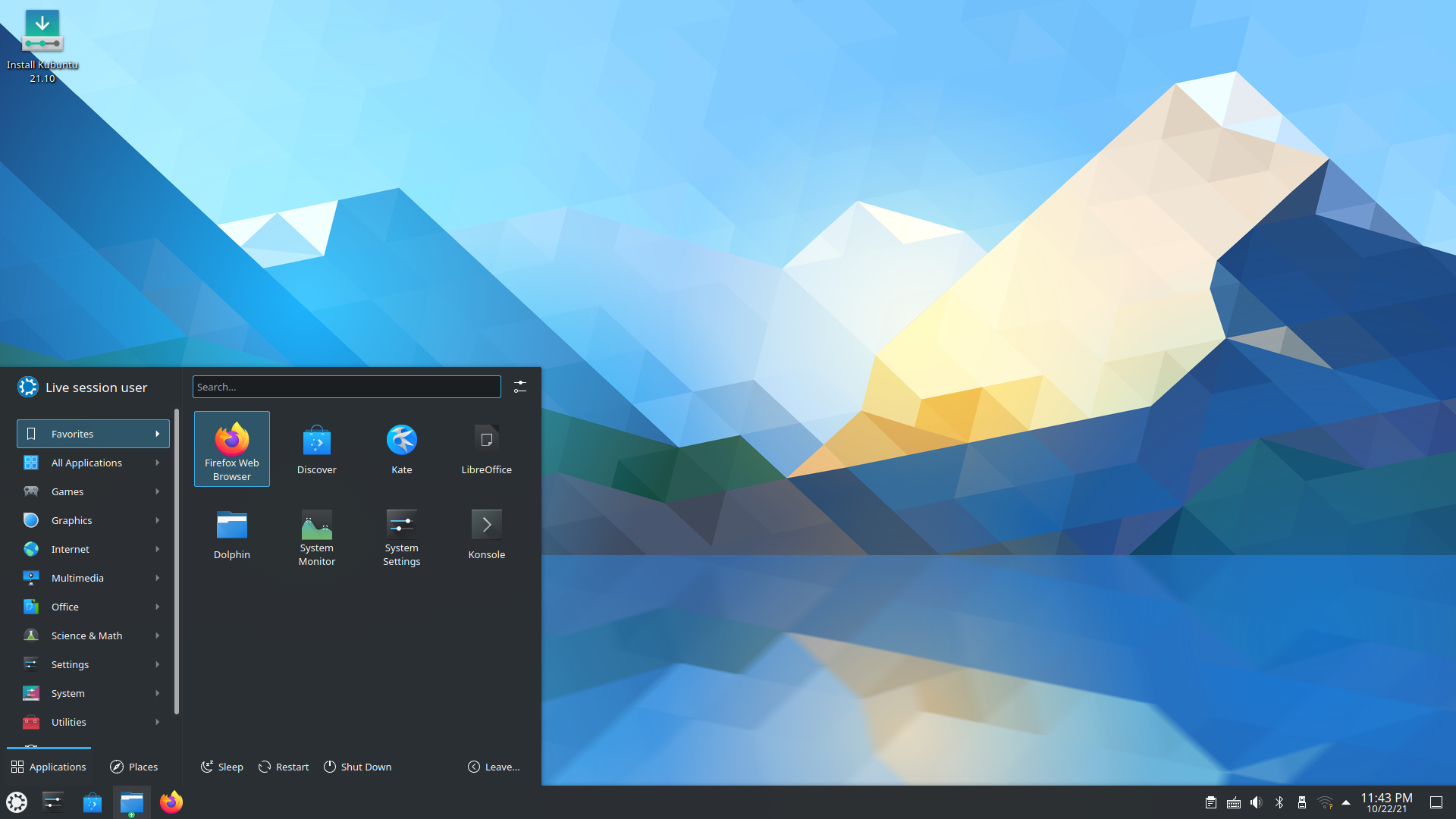
Kubuntu 21.10
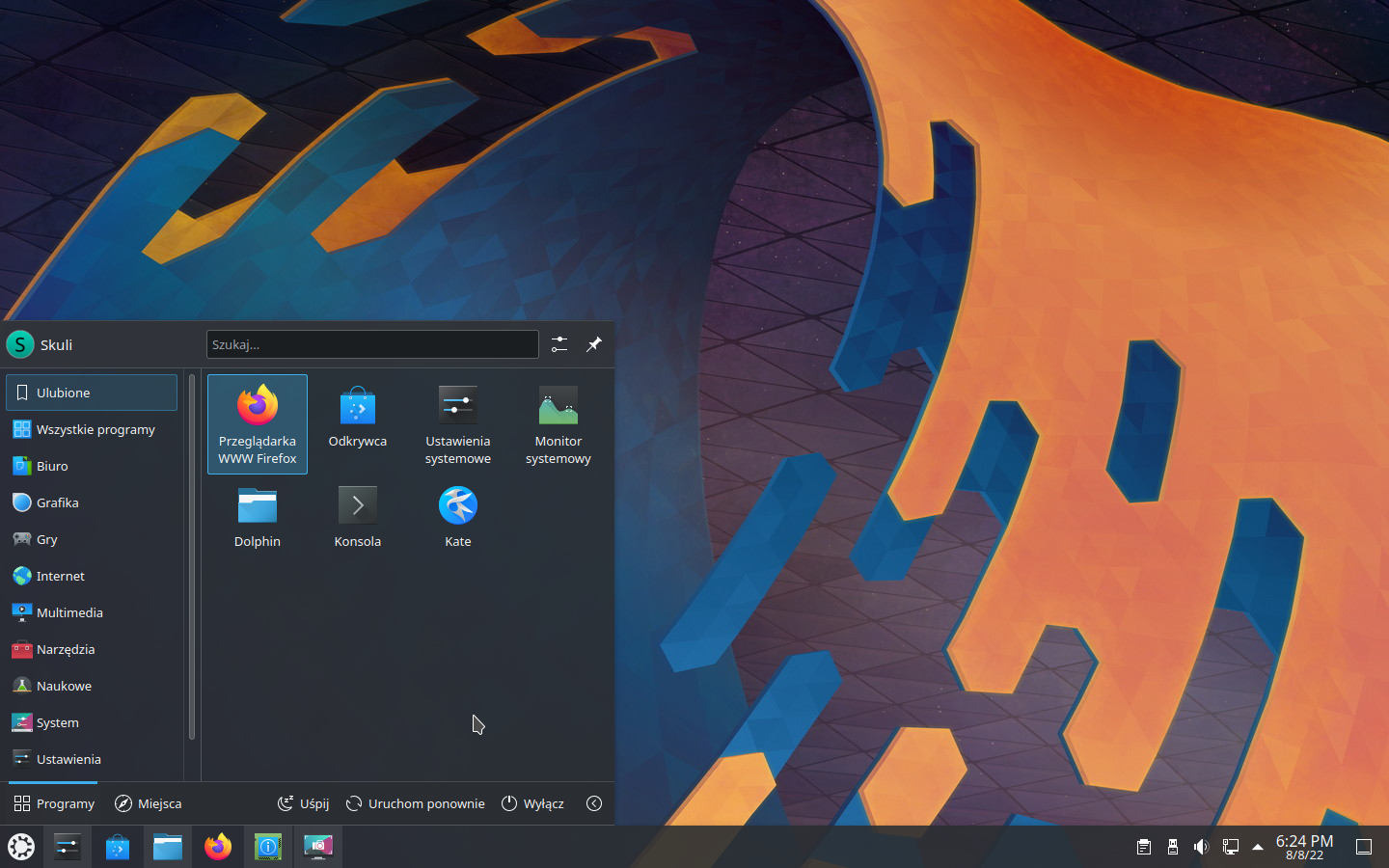
Kubuntu 22.04 LTS (pl)
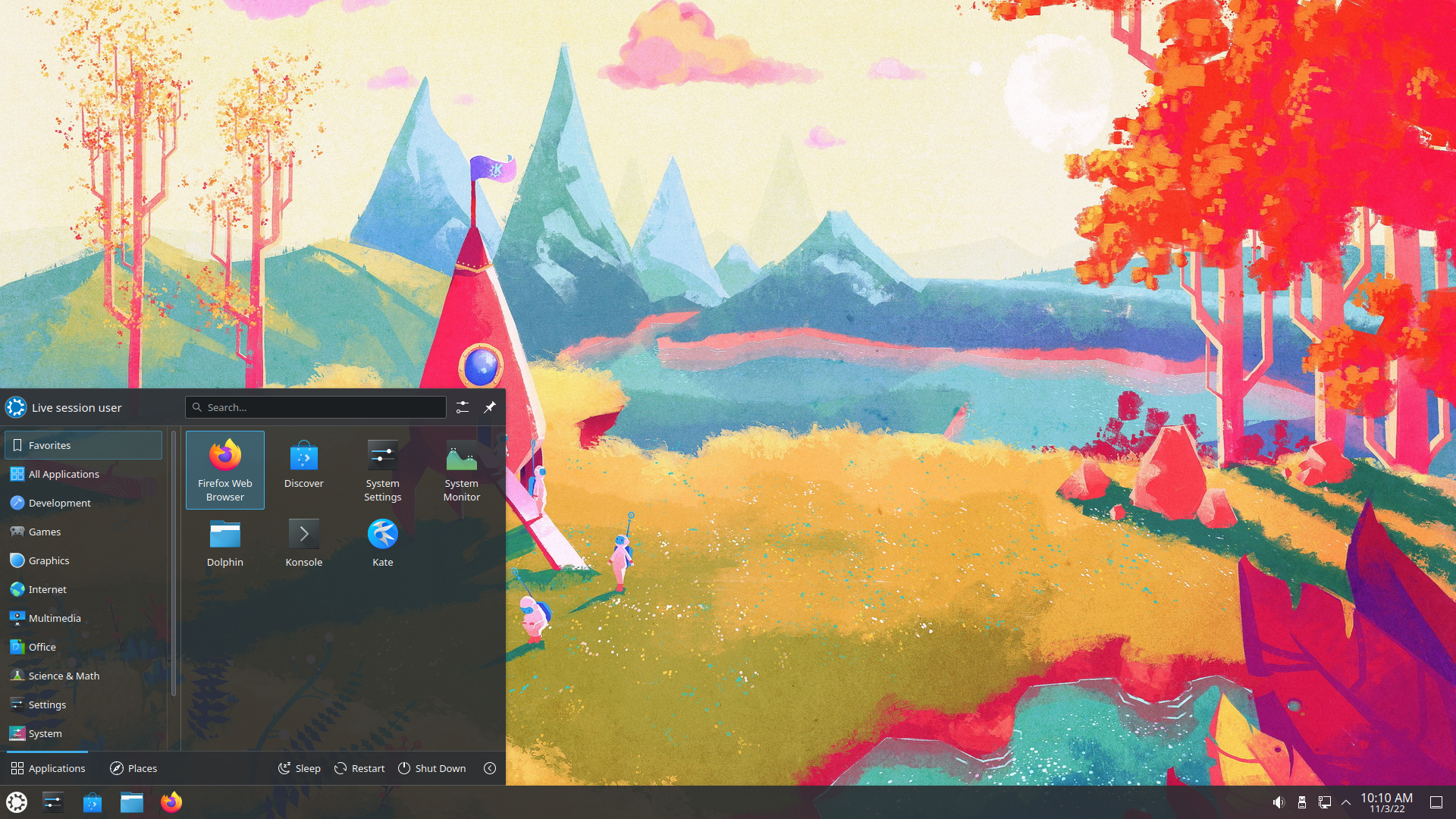
Kubuntu 22.10
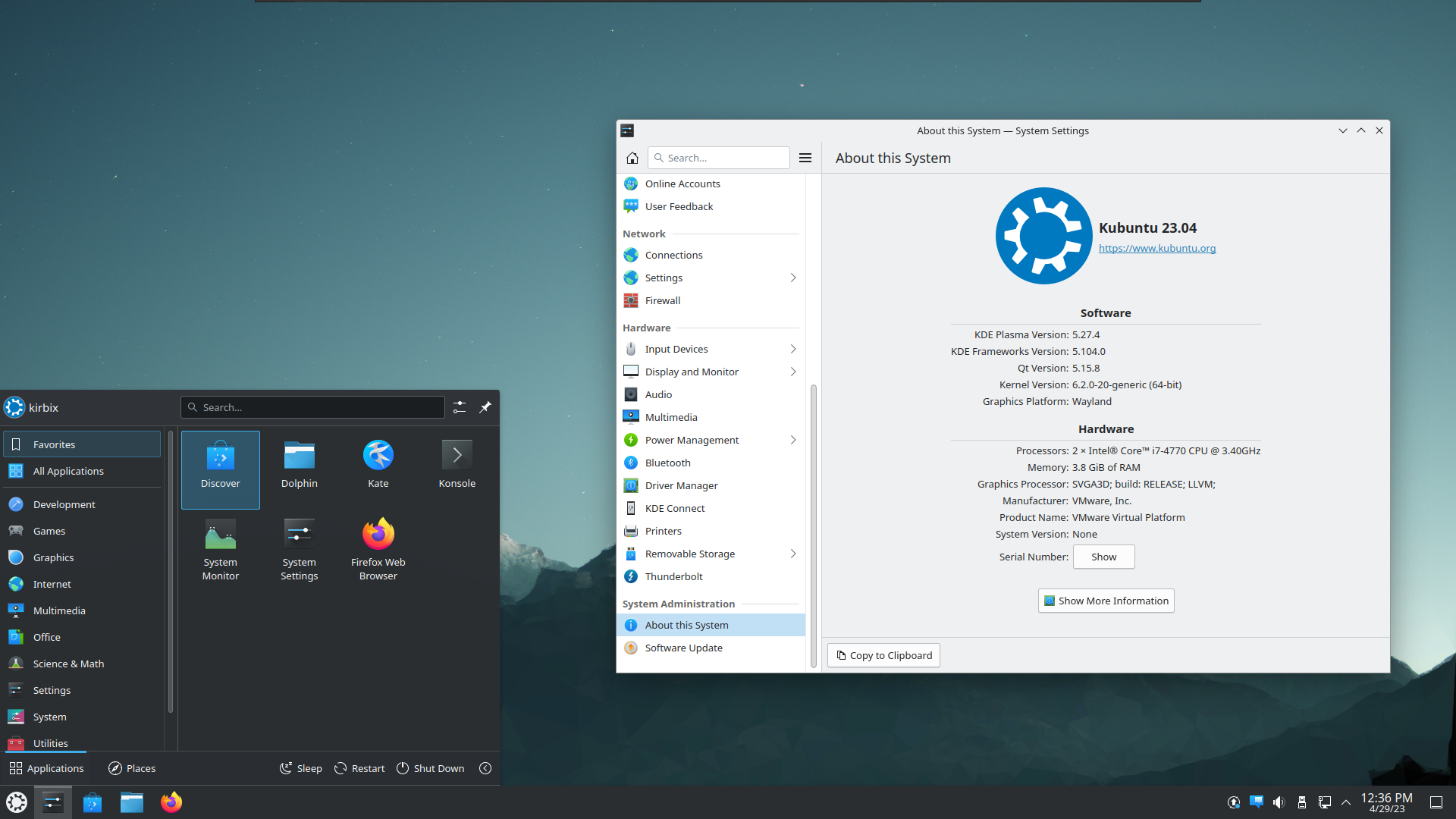
Kubuntu 23.04
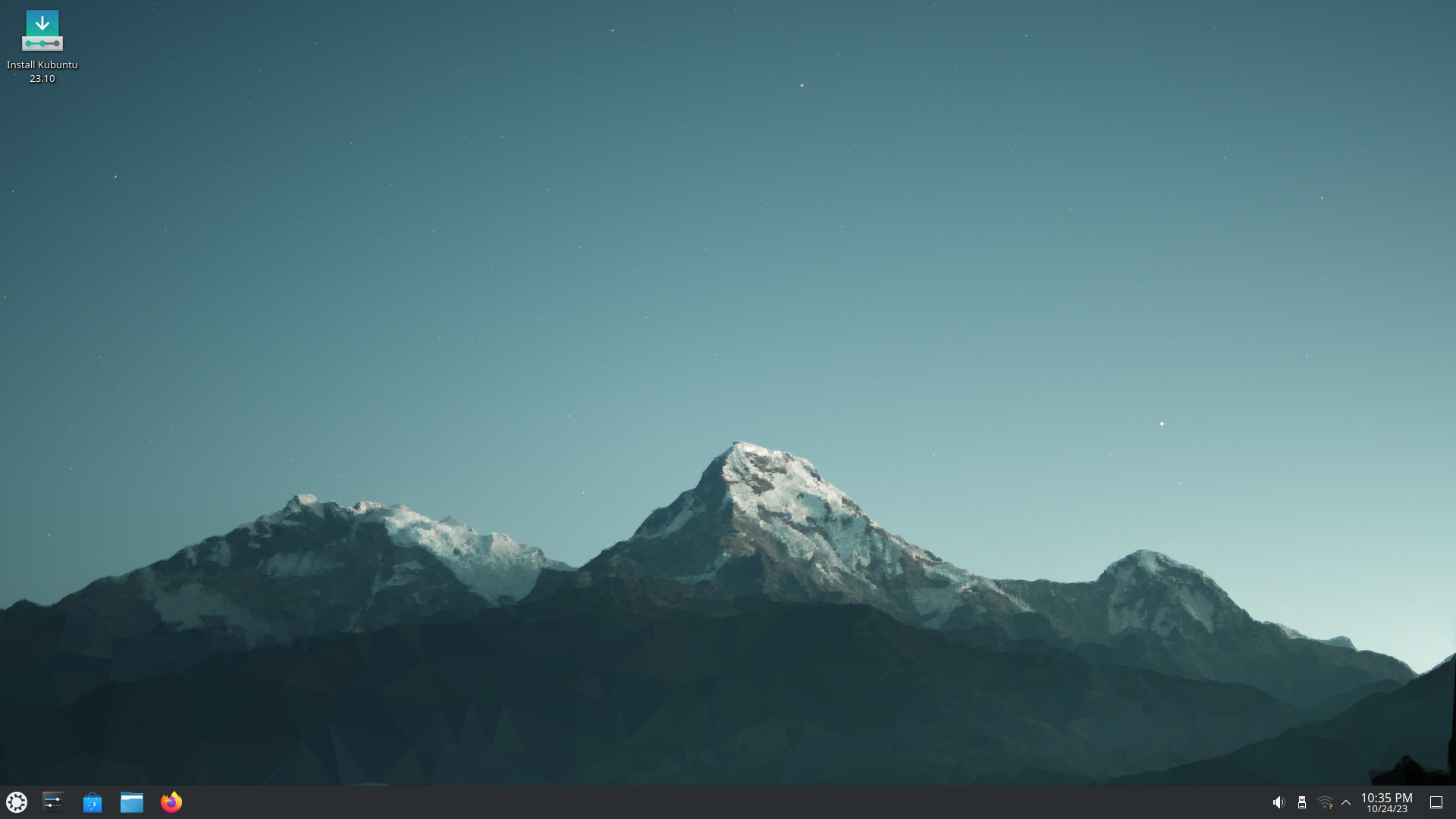
Kubuntu 23.10
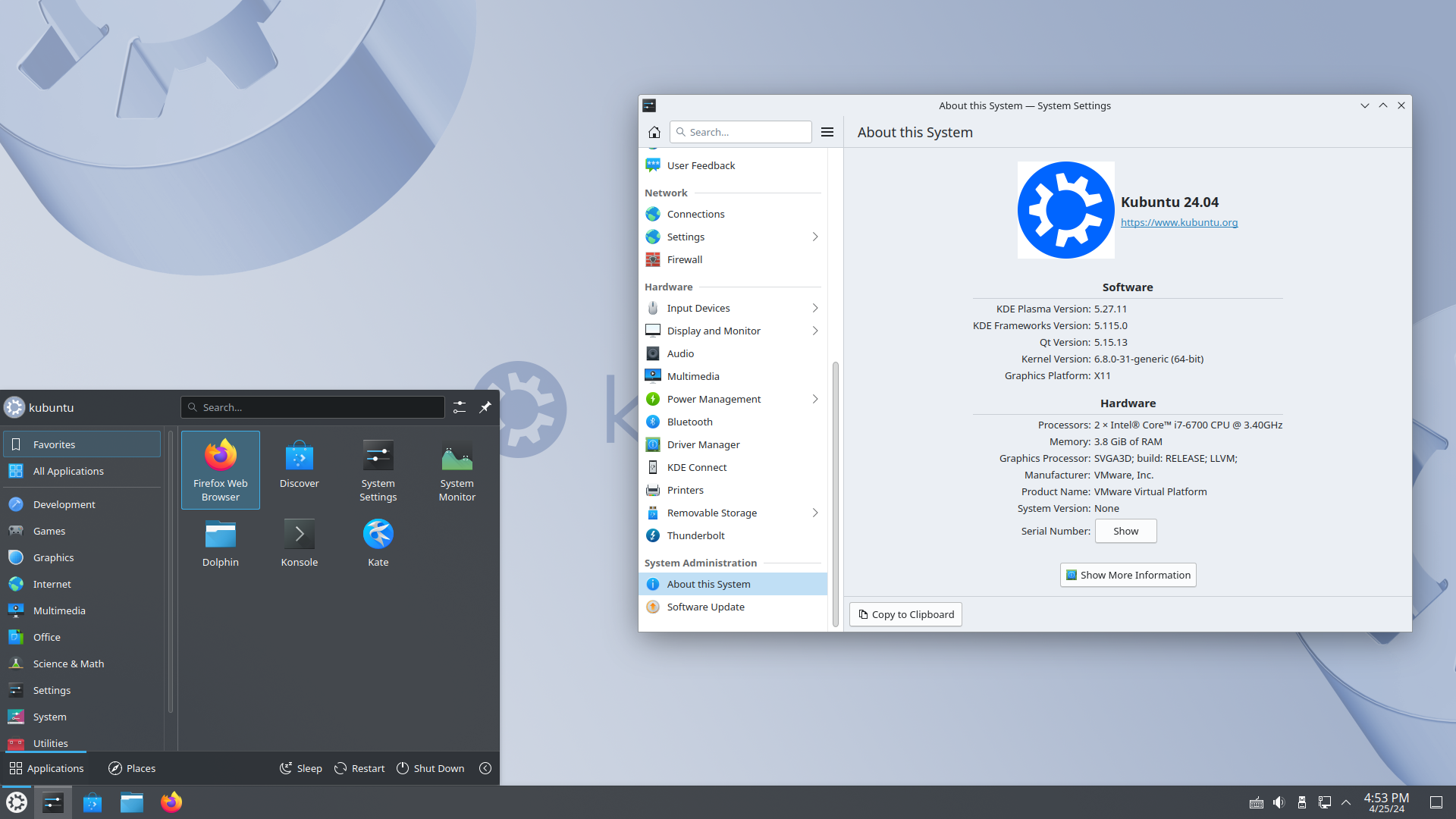
Kubuntu 24.04